# Fußball-Bundesliga (Österreich)
Die Österreichische Fußball-Bundesliga ist die höchste Spielklasse im österreichischen Männerfußball. Bereits seit der Saison 1911/12 wurde unter dem Titel Erste Klasse eine Fußballmeisterschaft in Österreich nach dem Ligasystem ausgetragen; sie wird seitdem durchgeführt, ihr Modus machte jedoch etliche Veränderungen durch.
Dies gilt auch für ihr Verbreitungsgebiet: In den Anfangs-Jahrzehnten bis hin zur Auflösung des ÖFB 1938 handelte es sich offiziell um die Meisterschaft von Niederösterreich inklusive Wien, später nur noch Wien. Anders als im benachbarten DFB gab es keine Endrunden mit den anderen regionalen Meistern. Allerdings wurde der Wiener Meister frühzeitig und durchgängig als „der“ Österreichische Meister betrachtet, was sich wegen der Spielstärke der Liga auch anbot und international akzeptiert war. Doch auch nach der erstmaligen Umbenennung zur Nationalliga Mitte der 1930er Jahre spielten weiterhin keine Vereine außerhalb Wiens mit. Noch bis vor der Saison 1949/50 wurde die (seit 1924) Profi-Liga unter Ausschluss der Mannschaften außerhalb Wiens und Niederösterreichs geführt (ausgenommen Gauliga Ostmark 1938 bis 1945), weshalb erst seit dieser Saison eine gesamtösterreichische Fußballliga existiert. Bis inklusive der Saison 1964/65 hieß diese Liga Staatsliga bzw. Liga A, anschließend hieß sie Nationalliga. Die 1974/75 eingeführte Bundesliga trug zwischen 2014/15 und der Saison 2020/21 den Sponsornamen tipico-Bundesliga, seit 2021/22 wird sie vom österreichischen Wettunternehmen ADMIRAL gesponsert. Unter den zwölf teilnehmenden Vereinen werden der Österreichische Meister ermittelt und neben dem ÖFB-Cup Startplätze für die Europacupwettbewerbe ausgespielt.

## Modus
Ab der Saison 2018/19 trat ein neuer Modus in Kraft. Seitdem spielen 12 Mannschaften, die zunächst in 22 Meisterschaftsrunden gegeneinander antreten. Nach 22 Spieltagen werden die Punkte jedes Teams halbiert und die Meisterschaft wird in zwei separaten Gruppen weitergeführt. Die oberen sechs Teams spielen um den Meistertitel und die internationalen Startplätze, während die unteren Teams gegen den letzten Platz, der den fixen Abstieg bedeutet, spielen. Eine Neuheit auch für Ligen mit geteilten Modi besteht in der Möglichkeit, als Gewinner der Abstiegsgruppe noch international vertreten sein zu können. So spielt der Sieger der Abstiegsgruppe (7. Platz) in einem Play-off um die UEFA-Europa-Conference-League-Qualifikation gegen denjenigen Verein in der Meistergruppe, der die niedrigste Platzierung aufweist, die noch zur Qualifikation für die UEFA Europa Conference League berechtigt. 

Hierarchie der Österreichischen Ligen am Beispiel Steiermark, ab 2018/19 wurde die Erste Liga durch die 2. Liga ersetzt

Aufgrund der Platzierung in der Fünfjahreswertung der UEFA werden die Europacupplätze in der Bundesliga vergeben. Durch die wechselnden Ergebnisse österreichischer Vereine in den Europacup-Bewerben ändert sich die Anzahl der Startplätze in der UEFA Champions League, der UEFA Europa League sowie auch der UEFA Europa Conference League häufig.

## Verein „Österreichische Fußball-Bundesliga“ – Ausrichtung
Die Österreichische Fußball-Bundesliga ist ein eigenständiger eingetragener Verein und wurde am 1. Dezember 1991 als zehntes Ordentliches Mitglied in den ÖFB aufgenommen. Der Verein trägt die Verantwortung und ist Ausrichter beziehungsweise Veranstalter für die Meisterschaften der beiden höchsten Spielklassen in Österreich. Dazu ist die Bundesliga für die Umsetzung der Fußball-Jugendliga mitverantwortlich und vertritt in Zusammenarbeit mit den Vereinen den Berufsfußball in Österreich. Die 28 Vereine der Bundesliga und der Zweiten Liga sind die Ordentlichen Mitglieder des Verbandes. Nach außen hin wird die Bundesliga durch den geschäftsführenden Vorstand, unterstützt durch eine Geschäftsstelle, vertreten. Dieser unterstützt den Aufsichtsrat bei der operativen Umsetzung. Jeder Verein der beiden professionellen Ligen ist in den Hauptversammlungen sowie Klubkonferenzen vertreten; in diesen werden Beschlüsse in allen die Bundesliga betreffenden Angelegenheiten gefasst.
Die Senate der Bundesliga bestehen aus ehrenamtlichen und vereinsunabhängigen Personen:
- Der Senat 1 (auch Strafausschuss genannt) ist für Gelbsperren, die Wertung der Meisterschaftsspiele und bei Ausschlüssen zuständig.
- Der Senat 2 (Schlichtungs- und Kontrollausschuss) fungiert als Schlichtungsstelle bei Differenzen zwischen den ordentlichen Mitgliedern.
- Der Senat 3 (Stadion- und Sicherheitsausschuss) ist für alle infrastrukturellen und sicherheitstechnischen Belange verantwortlich.
- Die Feststellung der wirtschaftlichen Leistungsfähigkeit für die Erteilung einer Lizenz für die beiden professionellen Ligen erfolgt in erster Instanz durch den Senat 5, den Bundesliga-Lizenzausschuss.[5]

Gegen die Entscheidungen der Senate kann beim Protestkomitee berufen werden. Auch gegen die Entscheidung des Protestkomitees kann berufen werden und zwar vom ständigen neutralen Schiedsgericht.
Die Österreichische Fußball-Bundesliga trägt in Zusammenarbeit mit den Vereinen die Obsorge für eine positive Entwicklung des Fußball-Spitzensports sowie die Heranführung des Nachwuchses an den Leistungssport. Als Mittel dazu sieht die Bundesliga ein wirtschaftliches Controlling der Vereine (Lizenzierungsverfahren), die Einführung eines eigenen Gesetzes für den Berufsfußball, die TV-Vermarktung, zentrale Sponsoraktivitäten sowie gemeinsame Marketing-Aktivitäten aller Vereine. Obgleich der Verein „Österreichische Fußball-Bundesliga“ sowohl die erstklassige Fußball-Bundesliga als auch die zweitklassige 2. Liga ausrichtet, wird im Folgenden nur die erstklassige Bundesliga beschrieben. Zu einer detaillierten Übersicht über die Entwicklung der zweiten Spielstufe in Österreich siehe den Artikel 2. Liga.

## Namenshistorie

Logo als 1. Division bis 1993

Logo der Bundesliga von 2009 bis zum Relaunch 2016

Die österreichische Fußball-Bundesliga wechselte in ihrer Geschichte mehrmals ihren Namen, meist sollte dies eine bestimmte Neuerung im System betonen. Gründungsname war Erste Klasse, der mit Einführung des Profi-Fußballs 1924 in I. Liga geändert wurde. 1936 kam mit dem Übergang zu einem gemischt professionellen und semi-professionellen System zugunsten der Provinzteams die Umbenennung in Nationalliga. Während des Zweiten Weltkriegs wurde die Liga zwar von den Nationalsozialisten nicht aufgelassen, aber mehrmals umbenannt. Nach Kriegsende entschloss sich der ÖFB zunächst zum schlichten Namen Liga, der nach Bildung der Liga B als Unterbau in Liga A – meist umgeformt in A-Liga – umgeändert wurde. Reformen brachten weitere Namensänderungen, zunächst 1965 wieder Nationalliga und 1974 erstmals Bundesliga. Die zunächst bewusst gemachte Anlehnung an die deutsche Liga wurde aber bereits zwei Jahre später als 1. Division wieder eingeschränkt. Erst seit einer erneuten Reform 1993 heißt die Liga wieder Bundesliga. 1997 erhielt die Bundesliga erstmals einen Sponsornamen. Das Mobilfunkunternehmen max.mobil gab der Liga seinen Namen. Nach der Übernahme des Konzerns durch die deutsche Telekom 2002 wurden die Spielzeiten offiziell unter dem Namen T-Mobile Bundesliga ausgetragen. Der ursprünglich auf 3,5 Millionen Euro pro Jahr lautende Sponsorvertrag wurde 2005 etwas vermindert. Damit verbunden war ein Werbeverbot anderer Mobilfunkunternehmer als Vereinssponsoren. Der Vertrag lief 2008 aus.
Seit der Saison 2008/09 stieg das Wettunternehmen tipp3 zusammen mit T-Mobile Austria in einen neuen Kooperationsvertrag ein. Damit hieß die Bundesliga mit Sponsornamen ab der Saison 2008/09 tipp3-Bundesliga powered by T-Mobile.
| - 1911/12 ÖFV: Erste Klasse, Meisterschaft um Niederösterreich - 1919/20 ÖFV (NFV): Erste Klasse - 1923/24 ÖFB (WFV): Erste Klasse - 1925/26 ÖFB (WFV): I. Liga - 1937/38 ÖFB (WFV): Nationalliga - 1938/39 Gauliga: Bereichsklasse 17 (Sport-Gau 17) - 1945/46 ÖFB (WFV): Liga - 1950/51 ÖFB: Staatsliga oder auch Liga (A) - 1965/66 ÖFB: Nationalliga | - 1974/75 ÖFB: Bundesliga - 1975/76 ÖFB: 1. Division - 1994/95 ÖFB: Bundesliga - 1997/98 ÖFB: max.Bundesliga - 2002/03 ÖFB: T-Mobile Bundesliga - 2008/09 ÖFB: tipp 3-Bundesliga powered by T-Mobile - 2014/15 ÖFB: tipico-Bundesliga - 2021/22 ÖFB: ADMIRAL Bundesliga |

## Geschichte

### Von der ÖFU-Meisterschaft zur Ersten Klasse des ÖFV
| ÖFU-Liga (Tagblatt-Pokal) | ÖFU-Liga (Tagblatt-Pokal) | ÖFU-Liga (Tagblatt-Pokal) |
| Saison                    |                           | Meister                   |
| ------------------------- | ------------------------- | ------------------------- |
| 1900/01                   | Wiener AC                 | Wiener AC                 |
| 1901/02                   | Wiener AC                 | Wiener AC                 |
| 1902/03                   | Wiener AC                 | Wiener AC                 |

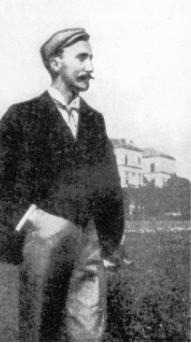
M.D. Nicholson – Ideengeber des Tagblatt-Pokals

Im Jahre 1894 fand in Österreich zwischen dem First Vienna FC 1894 und dem Vienna Cricket and Football-Club das erste Fußballwettspiel nach den Regeln der englischen FA statt. Bereits drei Jahre später wurde mit dem Challenge-Cup ein erster Cupbewerb ausgeschrieben, an dem alle Vereine Österreich-Ungarns teilnehmen konnten. Neben diesem Bewerb hatte die im Jahre 1900 durch Mark Nicholson gegründete Österreichische Fußball-Union das Ziel, eine eigene Meisterschaftskonkurrenz nach Tabellenmodus einzuführen. Noch in ihrem Gründungsjahr gelang es der ÖFU, alle damals bedeutenden österreichischen Fußballvereine für dieses Vorhaben zu gewinnen. In die erste Klasse wurden die Vereine WAC, Cricketer, Vienna, Wiener FC 1898 und Victoria eingeteilt, wobei letztere vorerst freiwillig in der zweiten Klasse startete. Als Sponsor für eine Meisterschaftstrophäe konnte die Zeitung „Neues Wiener Tagblatt“ gewonnen werden, wodurch die erste österreichische Fußballmeisterschaft heute in der Fußball-Literatur als Tagblatt-Pokal bekannt ist, wenngleich sich auf den damals vergebenen Meisterschaftsmedaillen der offizielle Titel „Meisterschaft der ÖFU“ fand. Der österreichische Unions-Meisterschaft wurde vier Spielzeiten lang ausgetragen, wobei die letzte Saison nicht beendet wurde. Alle drei Meisterschaften gewann der WAC, wodurch die als Wanderpokal titulierte Trophäe, wie in den Statuten festgelegt, in den Besitz des dreimaligen Siegers überging.
Die Unions-Meisterschaft ging an der Eigensinnigkeit der Vereine zu Grunde. Die Vienna und die Cricketer traten beide aus dem Verband aus und schlossen sich am 17. Jänner 1904 dem neuen ÖFV an. Da zahlreiche Vereine den beiden Großklubs folgten, bedeutete dies das Ende der ÖFU, die sich am 24. Jänner 1904 auflöste. Grund für den Verbandsausstieg war eine vermeintliche Bevorzugung des WAC durch den Verband. Cricketer war 1901 Vizemeister hinter dem WAC geworden, wobei das entscheidende Spiel zu früh abgepfiffen wurde. Aus diesem Grund war der Verein bereits in der Saison 1902 der Meisterschaft ferngeblieben. Die Vienna, Vizemeister 1903, reklamierte, dass in ihrem entscheidenden Spiel der Gegner einen unberechtigten Spieler eingesetzt hätte. Der Verein hatte damals am letzten Spieltag vollkommen überraschend gegen Graphia 1:3 verloren, wodurch der WAC die Döblinger in der Tabelle noch überholte. Der ÖFV als nunmehr alleiniger Fußballverband Österreichs versuchte 1906 eine eigene Meisterschaft zu etablieren, die jedoch auf Grund der Verbandsstreitigkeiten bereits in der ersten Saison zum Erliegen kam. An der Erstligameisterschaft nahmen die Klubs WAC, Vienna, Cricketer, Rapid, Sportvereinigung, Graphia, Victoria und Germania teil, wobei während der Meisterschaft aller Erstligaklubs bis auf die Vienna aus der Meisterschaft sukzessive austraten. Der ÖFV hatte die Teilnahme an der Meisterschaft als freiwillig erklärt, die Meisterschaftsspiele brachten jedoch weitaus kleinere Zuschauerzahlen als internationale Freundschaftsspiele, so dass die meisten Vereine bald wieder das Interesse an der Meisterschaftsrunde verloren hatten.
Im Jahre 1911 wurde ein neuer Versuch unternommen, eine österreichische Fußballmeisterschaft zu etablieren. Treibende Kraft war hierbei der Präsident des Niederösterreichischen Fußballverbandes Ignaz Abeles, dem im Folgenden auch die Austragung des Bewerbes übergeben wurde. Das Jahr 1911 für die Schaffung einer Meisterschaftskonkurrenz ergab sich aus einer günstigen Ausgangsposition, denn fast alle Wiener Großklubs waren in finanzielle Schwierigkeiten gekommen und somit fast abhängig von den Geldern aus den Meisterschaftspflichtspielen. Beim WAC traten zudem zahlreiche Spieler aus, die mit dem WAF einen neuen Verein gründeten, aber auch Cricketer verlor das Gros seiner Spieler, die ihrerseits den Wiener Amateur-SV ins Leben riefen. Die erste österreichische Fußballmeisterschaft 1911/12 stieß anders, als ihre Vorgänger, auf großes Interesse der Bevölkerung sowie der Medien. Das erste Match wurde am 3. September 1911 zwischen dem Sport-Club und Rudolfshügel (4:1) ausgetragen, erster Torschütze war Willy Schmieger. Erster Meister des ÖFV konnte Rapid vor Sport-Club werden.

### Die erste Profiliga am europäischen Kontinent
| Saison            |                   | Niederösterreich (NÖFV) |                                           | Böhmen DFVfB KSPKČ OeFV                   |                                           | Alpenland (DAFV)                          |                                           | Mähren-Schlesien DFVfMuSch NFAMS          |                                           | Polen DFVfP ZPPN                          |
| ÖFV: Erste Klasse | ÖFV: Erste Klasse | ÖFV: Erste Klasse       | ÖFV: Erste Klasse                         | ÖFV: Erste Klasse                         | ÖFV: Erste Klasse                         | ÖFV: Erste Klasse                         | ÖFV: Erste Klasse                         | ÖFV: Erste Klasse                         | ÖFV: Erste Klasse                         | ÖFV: Erste Klasse                         |
| ----------------- | ----------------- | ----------------------- | ----------------------------------------- | ----------------------------------------- | ----------------------------------------- | ----------------------------------------- | ----------------------------------------- | ----------------------------------------- | ----------------------------------------- | ----------------------------------------- |
| 1911/12           | SK Rapid Wien     | SK Rapid Wien           | –                                         | –                                         | –                                         | –                                         | DSV Troppau                               | DSV Troppau                               | –                                         | –                                         |
| 1912/13           | SK Rapid Wien     | SK Rapid Wien           | DFC Prag                                  | DFC Prag                                  | SK Sturm Graz                             | SK Sturm Graz                             | DSV Troppau                               | DSV Troppau                               |                                           | KS Cracovia                               |
| 1913/14           | Wiener AF         | Wiener AF               | DFC Prag                                  | DFC Prag                                  | SK Sturm Graz                             | SK Sturm Graz                             | DSV Troppau                               | DSV Troppau                               |                                           | KS Cracovia                               |
| 1914/15           | Wiener AC         | Wiener AC               | während des Ersten Weltkriegs eingestellt | während des Ersten Weltkriegs eingestellt | während des Ersten Weltkriegs eingestellt | während des Ersten Weltkriegs eingestellt | während des Ersten Weltkriegs eingestellt | während des Ersten Weltkriegs eingestellt | während des Ersten Weltkriegs eingestellt | während des Ersten Weltkriegs eingestellt |
| 1915/16           | SK Rapid Wien     | SK Rapid Wien           | während des Ersten Weltkriegs eingestellt | während des Ersten Weltkriegs eingestellt | während des Ersten Weltkriegs eingestellt | während des Ersten Weltkriegs eingestellt | während des Ersten Weltkriegs eingestellt | während des Ersten Weltkriegs eingestellt | während des Ersten Weltkriegs eingestellt | während des Ersten Weltkriegs eingestellt |
| 1916/17           | SK Rapid Wien     | SK Rapid Wien           | DFC Prag                                  | DFC Prag                                  | während des Ersten Weltkriegs eingestellt | während des Ersten Weltkriegs eingestellt | während des Ersten Weltkriegs eingestellt | während des Ersten Weltkriegs eingestellt | während des Ersten Weltkriegs eingestellt | während des Ersten Weltkriegs eingestellt |
| 1917/18           | Floridsdorfer AC  | Floridsdorfer AC        | während des Ersten Weltkriegs eingestellt | während des Ersten Weltkriegs eingestellt | während des Ersten Weltkriegs eingestellt | während des Ersten Weltkriegs eingestellt | während des Ersten Weltkriegs eingestellt | während des Ersten Weltkriegs eingestellt | während des Ersten Weltkriegs eingestellt | während des Ersten Weltkriegs eingestellt |
| 1918/19           | SK Rapid Wien     | SK Rapid Wien           | –                                         | –                                         | SK Sturm Graz                             | SK Sturm Graz                             | –                                         | –                                         | –                                         | –                                         |

Zum Zeitpunkt der Erstaustragung der neuen ÖFV-Meisterschaft bestand das Kaiserreich nicht nur aus dem heutigen Österreich. So wurden nicht nur im damaligen Kernland, sondern auch in anderen Gebieten, für die im ÖFV eigene Unterverbände bestanden, ab 1912 Meisterschaften im Tabellenmodus ausgerichtet. Gewann die erste österreichische Meisterschaft des NFV Rapid, so siegte in der ersten polnischen Konkurrenz der KS Cracovia. Der schlesisch-mährische Verband fand seinen ersten Sieger im DSV Troppau, in Böhmen siegte der DFC Prag. 1913 war weiters erstmals eine Provinzmeisterschaft für österreichische Provinz-Vereine, die nicht an der Hauptkonkurrenz teilnehmen wollten, ausgeschrieben, die der SC Germania Schwechat für sich entschied. Nach dem großen Zuschauerzuspruch der österreichischen Fußballliga in ihren Anfangsjahren musste sie bereits im Jahre 1914 auf Grund des Ausbruchs des Ersten Weltkrieges vorerst wieder beendet werden. Schließlich einigten sich Verband und Vereine darauf, die Meisterschaften während des Krieges fortzuführen, im Gegenzug wurde die Abstiegsregel für diesen Zeitraum außer Kraft gesetzt. Das bedeutete, dass stets alle Erstligavereine in der höchsten Spielklasse verbleiben, die Zweitligameister aber nicht aufsteigen konnten. Nach Ende des Ersten Weltkrieges fasste der Fußball auch zunehmend außerhalb des Wiener Großraums Fuß. 1919/20 wurde erstmals eine kleine Landesmeisterschaft des neuen Fußball-Verbandes für Oberösterreich und Salzburg ausgeschrieben, bereits eine Saison später tat es ihm der Steirische Fußballverband gleich.
| Saison                  |                         | Österreichischer Meister |
| ÖFV (NFV): Erste Klasse | ÖFV (NFV): Erste Klasse | ÖFV (NFV): Erste Klasse  |
| ----------------------- | ----------------------- | ------------------------ |
| 1919/20                 | SK Rapid Wien           | SK Rapid Wien            |
| 1920/21                 | SK Rapid Wien           | SK Rapid Wien            |
| 1921/22                 | Wiener Sport-Club       | Wiener Sport-Club        |
| 1922/23                 | SK Rapid Wien           | SK Rapid Wien            |
| ÖFB (WFV): Erste Klasse |                         |                          |
| 1923/24                 | Wiener Amatuer-SV       | Wiener Amateur-SV        |
| 1924/25                 | SC Hakoah Wien          | SC Hakoah Wien           |
| ÖFB (WFV): I. Liga      |                         |                          |
| 1925/26                 | Wiener Amatuer-SV       | Wiener Amateur-SV        |
| 1926/27                 | SK Admira Wien          | SK Admira Wien           |
| 1927/28                 | SK Admira Wien          | SK Admira Wien           |
| 1928/29                 | SK Rapid Wien           | SK Rapid Wien            |
| 1929/30                 | SK Rapid Wien           | SK Rapid Wien            |
| 1930/31                 | First Vienna FC 1894    | First Vienna FC 1894     |
| 1931/32                 | SK Admira Wien          | SK Admira Wien           |
| 1932/33                 | First Vienna FC 1894    | First Vienna FC 1894     |
| 1933/34                 | SK Admira Wien          | SK Admira Wien           |
| 1934/35                 | SK Rapid Wien           | SK Rapid Wien            |
| 1935/36                 | SK Admira Wien          | SK Admira Wien           |
| 1936/37                 | SK Admira Wien          | SK Admira Wien           |
| ÖFB (WFV): Nationalliga |                         |                          |
| 1937/38                 | SK Rapid Wien           | SK Rapid Wien            |

Währenddessen ging die Entwicklung des Fußballgeschehens in Wien bereits einen Schritt weiter. Nachdem die Liga nach Kriegsende wieder unter normalen Umständen durchgeführt werden konnte, machte sich zusehends ein Schein-Amateurismus breit. Es entwickelte sich ein erster Starkult – berühmtestes Beispiel war Pepi Uridil, der unter anderem in Filmen mitspielte und mit dessen Namen unter anderem Uridil-Bier sowie Uridil-Zuckerln vertrieben wurden. Zudem wurden den Spielern meist hohe Prämien ausbezahlt, mit denen es etwa den Amateuren gelang, die berühmten ungarischen Spieler Jenő und Kálmán Konrád sowie Alfréd Schaffer an die Wien zu locken. Um den Missstand des Schein-Amateurismus zu beheben, wurde schließlich unter Druck des ÖFB-Verbandskapitäns Hugo Meisl 1924 eine reine Profi-Liga eingerichtet, wobei es sich um den ersten professionellen Meisterschaftsbetrieb außerhalb Großbritanniens handelte. Die Vereine der ersten und zweiten Leistungsstufe wurden verpflichtet, ihren Spielern ein festgesetztes Gehalt zu entrichten. Erster professioneller österreichischer Fußballmeister konnte Hakoah werden, die damals auch die „teuerste“ Mannschaft der Liga besaß.
Als Finanzspritze für die großen Vereine diente der Mitropacup, der Vorläufer des Europacups, der ab dem Jahre 1927 ausgetragen wurde. Diese Ära bildete die erfolgreichste Zeit der österreichischen Fußballliga, die international zu den europäischen Spitzenligen zählte. Viermal konnten österreichische Teams im Mitropacup triumphieren, 1931 gab es zwischen dem WAC und der Vienna sogar ein rein-österreichisches Finale, während die Nationalmannschaft als Wunderteam von sich reden machte. Vor allem Kleinverdiener bei den Klubs wurden international von jüngeren Profi-Ligen umworben; allein nach Frankreich gingen bis zu Beginn des Zweiten Weltkriegs knapp 100 Spieler in die Division 1.
Bis zum Jahre 1936 bedeutete die Trennung zwischen dem österreichischen Profifußball und dem Amateurfußball auch eine Trennung zwischen Wien und den Bundesländern. Die Fußballamateure in den Bundesländern nahmen bis dato – gemeinsam mit Wiener Amateurteams – an der Amateur-Staatsmeisterschaft teil. Zu Aufeinandertreffen mit den Wiener Profis kam es in Pflichtspielen nur im ÖFB-Cup, wobei diese Möglichkeit eher spärlich von den Landesverbänden genutzt wurde. Einzig der steirische und der oberösterreichische Verband schickten ihre Landesmeister ins Rennen um den österreichischen Cup. Um den unerwarteten Erfolgen der österreichischen Fußball-Amateure bei den Olympischen Spielen 1936 in Berlin, wo sie die Silbermedaille für Österreich erspielten, Rechnung zu tragen, gab es seitens des Wiener Verbandes verstärkt Bestrebungen, Vereine aus den Bundesländern – insbesondere aus den großen Städten Linz und Graz – ins professionelle Fußballgeschehen zu integrieren. Unter Leitung von Leo Schidrowitz wurde ein Komitee gebildet, dessen Ziel die Bildung einer semi-professionellen Nationalliga war. Als erster neuer Verein für diese Nationalliga konnte der SK Sturm Graz gewonnen werden, der für die Teilnahme an den Relegationsspielen für die Saison 1937/38 zugelassen wurde, jedoch dort am 1. Simmeringer SC scheiterte.

### Zeit des Nationalsozialismus und Nachkriegsmeisterschaften
| Saison          |                                     | Österreichischer Meister            |
| ÖFB (WFV): Liga | ÖFB (WFV): Liga                     | ÖFB (WFV): Liga                     |
| --------------- | ----------------------------------- | ----------------------------------- |
| 1938/39         | keine österreichische Meisterschaft | keine österreichische Meisterschaft |
| 1939/40         | keine österreichische Meisterschaft | keine österreichische Meisterschaft |
| 1940/41         | keine österreichische Meisterschaft | keine österreichische Meisterschaft |
| 1941/42         | keine österreichische Meisterschaft | keine österreichische Meisterschaft |
| 1942/43         | keine österreichische Meisterschaft | keine österreichische Meisterschaft |
| 1943/44         | keine österreichische Meisterschaft | keine österreichische Meisterschaft |
| 1944/45         | keine österreichische Meisterschaft | keine österreichische Meisterschaft |
| 1945/46         | SK Rapid Wien                       | SK Rapid Wien                       |
| 1946/47         | SC Wacker Wien                      | SC Wacker Wien                      |
| 1947/48         | SK Rapid Wien                       | SK Rapid Wien                       |
| 1948/49         | FK Austria Wien                     | FK Austria Wien                     |

| Saison                                    |                                           | Österreichischer Meister                  |
| Gauliga: Bereichsklasse 17 (Sport-Gau 17) | Gauliga: Bereichsklasse 17 (Sport-Gau 17) | Gauliga: Bereichsklasse 17 (Sport-Gau 17) |
| ----------------------------------------- | ----------------------------------------- | ----------------------------------------- |
| 1938/39                                   | SK Admira Wien                            | SK Admira Wien                            |
| 1939/40                                   | SK Rapid Wien                             | SK Rapid Wien                             |
| 1940/41                                   | SK Rapid Wien                             | SK Rapid Wien                             |
| 1941/42                                   | First Vienna FC 1894                      | First Vienna FC 1894                      |
| 1942/43                                   | First Vienna FC 1894                      | First Vienna FC 1894                      |
| 1943/44                                   | First Vienna FC 1894                      | First Vienna FC 1894                      |
| 1944/45                                   | Saison wurde nicht fertiggespielt         | Saison wurde nicht fertiggespielt         |

Der Anschluss Österreichs an das Deutsche Reich 1938 bedeutete das vorläufige Ende der österreichischen Meisterschaft. Zahlreiche Vereine wurden aufgelöst, Spieler mussten vor dem Regime ins Ausland fliehen. Die österreichische Nationalliga wurde in das Spielsystem des NSRL eingegliedert und als Gau XVII dem Gaufachwart Hans Janisch unterstellt. Der nach Ansicht der Nationalsozialisten eines deutschen Mannes unwürdige Professionalismus wurde zum 31. Mai 1938 abgeschafft, „Neuerungen“ wie der verpflichtende Hitlergruß vor und nach dem Spiel wurden eingeführt sowie der Nachwuchsbetrieb der Vereine der HJ übertragen. Die Liga als solche blieb allerdings als Meisterschaft des Donau-Alpenlands über die Jahre bestehen, die I. Liga wurde allerdings durch die neuen Bezirksklassen ersetzt. Die Spiele mit Teams aus dem „Altreich“ waren meist von Auseinandersetzungen geprägt. Höhepunkt waren hierbei die Ausschreitungen während des Spiels Schalke 04-Admira, das nach einer zweifelhaften Schiedsrichterleistung zu Schlägereien mit der Polizei geführt hatte und dazu führte, dass die Autoreifen des Gauleiters Baldur von Schirach aufgestochen wurden.
Das nationalsozialistische Regime versuchte den Spielbetrieb bis in den März 1945 aufrechtzuerhalten, die letzte Meisterschaft wurde jedoch abgebrochen und später vom ÖFB als inoffiziell erklärt. Nach Ende des Zweiten Weltkrieges wurde am 1. September 1945 die erste Runde der österreichischen Meisterschaft abgehalten, die durch die Teilung Wiens in vier Besatzungszonen unter erheblichen Schwierigkeiten erfolgte. Die Meisterschaft wurde unter dem schlichten Namen Liga unter vorläufigem Amateurstatut abgehalten und sah in den Aufstiegsbedingungen je ein Team aus der Wiener Ersten Klasse sowie ein Provinzteam vor. Dies wurde von den Landesverbänden abgelehnt und daher 1947 ein Bundesländer-Cup gestartet, zu dem jedes der neun österreichischen Landesverbände eine Mannschaft entsenden durfte. Die Attraktivität dieses Bewerbs litt stark unter der Dominanz des jeweiligen Teilnehmers aus Wien, sodass er nach der Reformierung der Liga 1949 wieder gekippt wurde.

### Professionalismus in Ostösterreich
| Saison          |                      | Österreichischer Meister |
| ÖFB: Staatsliga | ÖFB: Staatsliga      | ÖFB: Staatsliga          |
| --------------- | -------------------- | ------------------------ |
| 1949/50         | FK Austria Wien      | FK Austria Wien          |
| 1950/51         | SK Rapid Wien        | SK Rapid Wien            |
| 1951/52         | SK Rapid Wien        | SK Rapid Wien            |
| 1952/53         | FK Austria Wien      | FK Austria Wien          |
| 1953/54         | SK Rapid Wien        | SK Rapid Wien            |
| 1954/55         | First Vienna FC 1894 | First Vienna FC 1894     |
| 1955/56         | SK Rapid Wien        | SK Rapid Wien            |
| 1956/57         | SK Rapid Wien        | SK Rapid Wien            |
| 1957/58         | Wiener Sport-Club    | Wiener Sport-Club        |
| 1958/59         | Wiener Sport-Club    | Wiener Sport-Club        |
| 1959/60         | SK Rapid Wien        | SK Rapid Wien            |
| 1960/61         | FK Austria Wien      | FK Austria Wien          |
| 1961/62         | FK Austria Wien      | FK Austria Wien          |
| 1962/63         | FK Austria Wien      | FK Austria Wien          |
| 1963/64         | SK Rapid Wien        | SK Rapid Wien            |
| 1964/65         |                      | LASK                     |

Am 31. Juli 1949 wurde schließlich vom ÖFB einstimmig die Wiedereinführung des Professionalismus in Ostösterreich beschlossen. Die Liga wurde in Obhut des Vereins Österreichische Fußball-Staatsliga gegeben und in die Liga A und die Liga B überführt, die die Region Wien, Niederösterreich, Burgenland, Steiermark und Oberösterreich umfassten. Damit konnte das damalige Fußballzentrum Wien mit den weiteren fortschrittlichen Städten Graz und Linz verbunden werden. Den Amateurteams aus Westösterreich wurde zudem ein Platz in der Qualifikation zugedacht.
Insbesondere in dieser A-Liga mit 14 Teams und einer Berücksichtigung der lokalen Disparitäten in Österreich konnten sowohl die österreichischen Vereine als auch das Nationalteam international große Erfolge feiern. So standen 1953 gleich sechs Spieler und ein Trainer aus Österreich in der FIFA-Weltauswahl. Die führenden Spieler durften dabei zum Karriereausklang ab 30 Jahren zu ausländischen Vereinen wechseln. Im Jahre 1960 wurde die Auflösung der B-Liga beschlossen und diese durch die drei Regionalligen Ost, Mitte und West mit Amateurstatut ersetzt. Die neuen Aufsteiger erwiesen sich als zu schwach für die A-Liga, wobei sowohl die Vereine als auch das Nationalteam in dieser Periode international einen starken Rückfall hinnehmen mussten. Nachdem fünf Jahre in Folge kein Team mehr über die zweite Europacuprunde hinaus gekommen war sowie die Nationalmannschaft 1966 erstmals die WM-Qualifikation verpasst hatte, wurde die Liga reformiert.

### Ära der Reformen und heutige Entwicklung
| Saison                                     |                              | Österreichischer Meister     |
| ÖFB: Nationalliga                          | ÖFB: Nationalliga            | ÖFB: Nationalliga            |
| ------------------------------------------ | ---------------------------- | ---------------------------- |
| 1965/66                                    | SK Admira Wien               | ESV Admira Wien              |
| 1966/67                                    | SK Rapid Wien                | SK Rapid Wien                |
| 1967/68                                    | SK Rapid Wien                | SK Rapid Wien                |
| 1968/69                                    | FK Austria Wien              | FK Austria Wien              |
| 1969/70                                    | FK Austria Wien              | FK Austria Wien              |
| 1970/71                                    | FC Wacker Innsbruck          | FC Wacker Innsbruck          |
| 1971/72                                    | SpG Wattens-Wacker Innsbruck | SpG Wattens-Wacker Innsbruck |
| 1972/73                                    | SpG Wattens-Wacker Innsbruck | SpG Wattens-Wacker Innsbruck |
| 1973/74                                    | SK VÖEST Linz                | SK VÖEST Linz                |
| ÖFB: Bundesliga                            |                              |                              |
| 1974/75                                    | SpG Wattens-Wacker Innsbruck | SpG Wattens-Wacker Innsbruck |
| ÖFB: 1. Division                           |                              |                              |
| 1975/76                                    | FK Austria WAC               | SpG FK Austria-Wiener AC     |
| 1976/77                                    | SpG Wattens-Wacker Innsbruck | SpG Wattens-Wacker Innsbruck |
| 1977/78                                    | FK Austria Wien              | FK Austria Wien              |
| 1978/79                                    | FK Austria Wien              | FK Austria Wien              |
| 1979/80                                    | FK Austria Wien              | FK Austria Wien              |
| 1980/81                                    | FK Austria Wien              | FK Austria Wien              |
| 1981/82                                    | SK Rapid Wien                | SK Rapid Wien                |
| ÖFB: 1. Division (16er Liga)               |                              |                              |
| 1982/83                                    | SK Rapid Wien                | SK Rapid Wien                |
| 1983/84                                    | FK Austria Wien              | FK Austria Wien              |
| 1984/85                                    | FK Austria Wien              | FK Austria Wien              |
| ÖFB: 1. Division (Play-off)                |                              |                              |
| 1985/86                                    | FK Austria Wien              | FK Austria Wien              |
| 1986/87                                    | SK Rapid Wien                | SK Rapid Wien                |
| 1987/88                                    | SK Rapid Wien                | SK Rapid Wien                |
| 1988/89                                    | FC Swarovski Tirol           | FC Swarovski Tirol           |
| 1989/90                                    | FC Swarovski Tirol           | FC Swarovski Tirol           |
| 1990/91                                    | FK Austria Wien              | FK Austria Wien              |
| 1991/92                                    | FK Austria Wien              | FK Austria Wien              |
| 1992/93                                    | FK Austria Wien              | FK Austria Wien              |
| ÖFB: 1. Division                           |                              |                              |
| 1993/94                                    | SV Austria Salzburg          | SV Austria Salzburg          |
| ÖFB: Bundesliga                            |                              |                              |
| 1994/95                                    | SV Austria Salzburg          | SV Austria Salzburg          |
| 1995/96                                    | SK Rapid Wien                | SK Rapid Wien                |
| 1996/97                                    |                              | SV Austria Salzburg          |
| ÖFB: max-Bundesliga                        |                              |                              |
| 1997/98                                    |                              | SK Sturm Graz                |
| 1998/99                                    |                              | SK Sturm Graz                |
| 1999/2000                                  | FC Tirol Innsbruck           | FC Tirol Innsbruck           |
| 2000/01                                    | FC Tirol Innsbruck           | FC Tirol Innsbruck           |
| 2001/02                                    | FC Tirol Innsbruck           | FC Tirol Innsbruck           |
| 2002/03                                    | FK Austria Wien              | FK Austria Wien              |
| ÖFB: T-Mobile-Bundesliga                   |                              |                              |
| 2003/04                                    | Grazer AK                    | Grazer AK                    |
| 2004/05                                    | SK Rapid Wien                | SK Rapid Wien                |
| 2005/06                                    | FK Austria Wien              | FK Austria Wien              |
| 2006/07                                    |                              | FC Red Bull Salzburg         |
| 2007/08                                    | SK Rapid Wien                | SK Rapid Wien                |
| ÖFB: tipp 3-Bundesliga powered by T-Mobile |                              |                              |
| 2008/09                                    |                              | FC Red Bull Salzburg         |
| 2009/10                                    |                              | FC Red Bull Salzburg         |
| 2010/11                                    | SK Sturm Graz                | SK Sturm Graz                |
| 2011/12                                    |                              | FC Red Bull Salzburg         |
| 2012/13                                    | FK Austria Wien              | FK Austria Wien              |
| 2013/14                                    |                              | FC Red Bull Salzburg         |
| ÖFB: tipico-Bundesliga                     |                              |                              |
| 2014/15                                    |                              | FC Red Bull Salzburg         |
| 2015/16                                    |                              | FC Red Bull Salzburg         |
| 2016/17                                    |                              | FC Red Bull Salzburg         |
| 2017/18                                    |                              | FC Red Bull Salzburg         |
| ÖFB: tipico-Bundesliga (12er Liga)         |                              |                              |
| 2018/19                                    |                              | FC Red Bull Salzburg         |
| 2019/20                                    |                              | FC Red Bull Salzburg         |
| 2020/21                                    |                              | FC Red Bull Salzburg         |
| ÖFB: ADMIRAL Bundesliga (12er Liga)        |                              |                              |
| 2021/22                                    |                              | FC Red Bull Salzburg         |
| 2022/23                                    |                              | FC Red Bull Salzburg         |
| 2023/24                                    | SK Sturm Graz                | SK Sturm Graz                |
| 2024/25                                    | SK Sturm Graz                | SK Sturm Graz                |

Bereits 1964 hatte Bundeskapitän und Austria-Manager Josef Walter ein umfassendes Konzept als Zehn-Punkte-Programm zur Neuorganisation der Nationalliga nach Vorbild der neuen deutschen Bundesliga ausgearbeitet, was etwa die Bilanzierung nach kaufmännischen Kriterien, eine Wirtschaftsprüfung sowie einen Standort mit mindestens 30.000 Einwohnern vorsah. Einige Vorgaben wurden vom ÖFB zur Saison 1965/66 umgesetzt, so vor allem die Auflösung des Vereins Österreichische Fußball-Staatsliga sowie die striktere Trennung zwischen Amateur- und Vertragsspieler. Josef Walter distanzierte sich jedoch von der seiner Ansicht nach verwässerten Reform. Die Nationalliga, die nun bald 16 Mannschaften umfasste, konnte die bisherigen Probleme nur wenig lösen. Weiterhin wurden zu schwache Teams aus den Regionalligen hinaufgespült, aber zumindest international konnten jedoch wieder kleinere Fortschritte gemacht werden. So wirkte sich bei der Nationalmannschaft die Aufhebung des Verbots von Auslandsengagements für österreichische Spieler, mit dem der Verband ursprünglich das weitere Absacken der A-Liga verhindern wollte, positiv aus.
Mit fast einem Jahrzehnt Verspätung wurden die ursprünglich gefassten Pläne weiterentwickelt und auch allesamt tatsächlich zur Saison 1974/75 umgesetzt. Die treibenden Kräfte kamen aus Niederösterreich. Der Admira-Wacker-Geschäftsführer Rudolf Matuschka versucht gemeinsam mit dem NÖFV-Präsident Karl Beck die Bundesliga-Reform umzusetzen. Die heftig umstrittene Reform brachte gleich vier Zwangsabstiege und eine Reduktion auf zehn Klubs, aber auch gleichzeitig wieder eine professionelle landesweite Nationalliga als zweite Spielstufe. Letztlich wurde aber mit klarer Mehrheit in Wien die Bundesliga-Reform am 21. April 1974 beschlossen. Die Bundesliga, alsbald unter dem neuen Namen „1. Division“, wurde zum Erfolgsmodell. Die Nationalmannschaft konnte sich sowohl bei der Weltmeisterschaft 1978 als auch 1982 unter den acht besten Teams platzieren, während die Austria im Europacup 1978 das Finale sowie 1979 und 1983 das Halbfinale und Rapid 1985 ebenfalls das Finale erreichten.
Auf Druck der Vertreter kleinerer Vereine wurde am 16. Mai 1982 die folgenschwere Entscheidung getroffen, die Erste Division wieder auf 16 Teams aufzustocken. Längerfristig zeigte sich dies als negativer Impuls; Liga-Präsident Reitinger meinte später, es sei ein Fehler gewesen, die Wünsche der Vereine transportiert und nicht bekämpft zu haben. Der Weg zurück zur Zehnerliga führte über die Kompromisslösung Play-off-System, bei dem die Erste und Zweite Division miteinander verschmolzen wurden. Letztendlich kam 1993 wieder die Rückkehr zur einstigen Bundesliga, die nun auch seit 1991 wieder mit dem Verein Österreichische Fußball-Bundesliga einem eigenen Verband unterstellt wurde. Nach einem letzten Hoch des Spitzenfußball mit den Europacupfinals von Austria Salzburg 1994 und Rapid 1996 wurde die immer größere finanzielle Diskrepanz zu anderen Ländern ein zusehends größeres Problem. Die Klubs engagierten seit dem Bosman-Entscheid zusehends Legionäre, von ursprünglich 33 ausländischen Spielern 1995 verdreifachte sich diese Zahl bis 2004, um sich so Ausbildungskosten zu sparen. Diese Entwicklung konnte durch eine gezielte finanzielle Förderung des Nachwuchses rückläufig gemacht werden. Davon ungeachtet führte die finanzielle Belastung neben Konkursen bei kleineren Profimannschaften mit den Insolvenzen bei FC Tirol, Sturm Graz und GAK auch zum Finanzcrash bei gleich drei Meistervereinen in nur wenigen Jahren.
In der Saison 1985/86 wurde der Modus durch einen Play-off-Modus ersetzt. Dieser hatte jedoch nur acht Saisonen Bestand, ehe der Verband auf das altbewährte System zurückgriff. Bis auf diese Periode schwankten nur die Anzahl der Vereine (8 bis 17) sowie in diesem Zusammenhang die Anzahl der Abstiegsplätze. Zeitweilig wurden auch Relegationsspiele (1912 und 1913, 1943, 1960, 1984 und 1994 bis 1998) ausgetragen. Eine folgenreiche Änderung war die der Regelung des Vorzugs einer Mannschaft bei Punktegleichheit. Ursprünglich war hier die Anzahl der Siege und nicht das Torverhältnis von Bedeutung, was unter anderem bei der Meisterschaft 1914 zu einem anderen Meister (WAF statt Rapid) als bei heutiger Regelung geführt hatte.
Am 7. Dezember 2009 wurde der bisherige Bundesligapräsident Martin Pucher durch den Steirer Hans Rinner abgelöst, der von 19 der 20 Vereine gewählt wurde und dabei 75 von insgesamt 80 möglichen Stimmen erhielt. Der erste Vizepräsident an der Seite Rinners ist der Manager und Finanzvorstand des FK Austria Wien, Markus Kraetschmer. Den Vertreter der Bundesliga, als höchste Spielklasse bildet der aktuelle Leiter der Red-Bull-Rechtsabteilung, Volker Viechtbauer. Weiters im Vorstand sind der zweite Vizepräsident Gerhard Stocker sowie der Vertreter der zweitklassigen Ersten Liga, Hubert Nagel, der gleichzeitig Präsident des Zweitligaklubs SC Austria Lustenau ist. Weiters wurde die Erweiterung des Aufsichtsrates von bisher fünf auf nunmehr acht Personen beschlossen.
Bis zur Saison 2017/18 spielten zehn Vereine während eines Meisterschaftsjahres, das sich in eine Herbst- und Frühjahrssaison unterteilte, einen doppelten Meisterschaftsdurchgang mit Hin- und Rückspielen aus, was bedeutet, dass jede Mannschaft im Laufe einer Saison viermal gegen jede andere Mannschaft antrat. Ein Meisterschaftsjahr währte in der Regel vom Juli eines Jahres bis zum Juni des darauf folgenden Kalenderjahres und erstreckte sich auf 36 Meisterschaftsrunden mit je fünf Spielen. Traditionelle Spielzeiten waren Samstagabend und Sonntagnachmittag. Der Tabellenletzte der österreichischen Fußball-Liga musste in die zweitklassige Erste Liga absteigen, im Gegenzug stieg der Meister der Ersten Liga direkt in die Bundesliga auf. Meister war jene Mannschaft, die am Ende der 36 Spieltage an erster Position steht, bei Punktegleichheit entscheidet die bessere Tordifferenz.
Im Mai 2016 wurde beschlossen, dass die Bundesliga ab der Saison 2018/19 auf 12 Vereine aufgestockt wird. Im Dezember 2016 wurde der neue Modus festgelegt. Dieser sieht vor, dass nach dem Grunddurchgang mit 22 Spieltagen (zwei Mal jeder gegen jeden) die Punkte halbiert werden und die Liga in eine Meistergruppe (bestehend aus den Top 6) und eine Qualifikationsgruppe (Plätze 7–12) geteilt wird. Innerhalb dieser Gruppen spielen die Teams erneut zwei Mal gegeneinander. Auch ist geplant, dass der 1. der Qualifikationsgruppe 2 Relegationsspiele um den letzten Europacupplatz gegen den 3. oder 4. der Meistergruppe bestreitet. Die zweite Spielklasse wurde am 2018/19 auf 16 Mannschaften aufgestockt, wobei Profi- und Amateurvereine zugelassen werden. Dieses Konzept wurde bei der Pressekonferenz von Vertretern der Bundesliga als „Übergangsliga“ bezeichnet. In der ersten Spielklasse wird es weiterhin einen Absteiger geben, in der zweiten Spielklasse 3 Absteiger.

## Vereine
An der österreichischen Bundesliga nehmen insgesamt zwölf Vereine teil. Trotz ihres hohen Umsatzvolumens sind diese Klubs im Allgemeinen als Vereine im Sinne des Vereinsgesetzes 2002 konstituiert. Einige Geschäftsbereiche des FC Red Bull Salzburg sind in die Salzburg Sport GmbH, die sich zu 100 Prozent im Besitz der Red Bull GmbH befindet, ausgelagert. Die Profimannschaft betreibt aber weiterhin der Verein selbst. Am 1. Juli 2008 nahm auch die bereits am 29. Jänner gegründete FK Austria Wien AG ihre operative Tätigkeit auf.
Die Gründung einer Aktiengesellschaft gilt als schwer umsetzbar, da der Finanzcrash bei der Rapid-Finanz AG bis heute nachwirkt. Nachdem ein Vorstand in den USA wegen Geldwäsche im Zusammenhang mit Spieltransfers verhaftet worden war, löste dies zunächst eine finanzielle Krise sowie einen hohen Imageschaden aus, der letztlich im Insolvenzverfahren 1994 endete.
Historisch gesehen gibt es in der Bundesliga Vereine, die mehrere Jahrzehnte in der höchsten Spielklasse Österreichs verbracht haben. Fixbestandteile der Liga sind die Wiener Klubs Rapid und Austria, die beide in jeder Meisterschaftssaison seit 1911 vertreten waren und zusammen 55 Meistertitel für sich beanspruchen können. Zwischen den beiden Vereinen besteht die größte Rivalität im österreichischen Fußball, in der zudem zahlreiche Klischees verbreitet sind. Rapid gilt als Arbeiterverein, der vor allem für seine kämpferische Grundeinstellung bekannt ist. Die Austria wird als bürgerlicher Verein gesehen, bekannt für sein elegantes Spiel. Neben Wien mit 34 Erstligisten hatten sich zeitweise auch in Graz mit vier und Linz mit drei Klubs mehrere Bundesligaklubs nebeneinander etablieren können. Aktuell hat Graz mit Sturm und dem GAK zwei Bundesliga-Klubs, Linz ist derzeit durch den LASK und den FC Blau-Weiß Linz in der Bundesliga vertreten. Der erfolgreichste Verein der jüngeren Geschichte ist der FC Red Bull Salzburg, der 2005 nach der Übernahme von Red Bull aus der Salzburger Austria hervorging. Während die Austria in den 1990er-Jahren drei Meistertitel einfuhr, konnte Red Bull seit 2007 elf Mal die Meisterschaft für sich entscheiden. Ein westlicher Klub ist seit der Saison 2014/15 der SCR Altach, welcher das Bundesland Vorarlberg in der Bundesliga vertritt. Mit dem FC Admira Wacker Mödling spielte ein weiterer Klub mit großer Vergangenheit von 2011 bis 2022 wieder in der Bundesliga. Die restlichen Bundesligisten nehmen erst seit kürzerem an der Liga teil. Dies sind mit Altach, Wolfsberg oder auch Hartberg Teams aus vergleichsweise kleineren Städten.
Laut einer Studie von Sport+Markt sind es auch die langjährigen Bundesliga-Klubs mit Rapid (770.000), Austria (370.000) und Sturm (320.000), die über die größte Anhängerschaft in Österreich verfügen. Während historisch erfolgreiche Klubs auf eine breite Fanbasis setzen und sich als Traditionsvereine vermarkten, bindet etwa die Vereinsführung bei Red Bull den Fußball bewusst als Teil in ein Entertainmentsystem ein. Bei erstgenannten Vereinen konnten sich teilweise auch größere Ultra-Gruppierungen entwickeln, wobei die Verwendung von Bengalischen Feuern und raucherzeugenden Gegenständen von der Bundesliga bei Choreografien nicht zugelassen wird.
Von Österreichs national und international erfolgreichsten Vereinen fehlen die Vienna und der Wiener Sport-Club, die zusammengerechnet neun Meistertitel gewonnen haben. Einen Überblick über alle Vereine, die je in der Bundesliga gespielt haben, gibt die Liste der österreichischen Fußball-Erstligisten bzw. die ewige Tabelle der Bundesliga.
Momentan vertreten sind:
| Verein                       | Sitz                     | Teilnahme seit | Stadionradio |
| ---------------------------- | ------------------------ | -------------- | ------------ |
| SK Rapid Wien                | Wien                     | 1911/12        | 99,2 MHz     |
| FK Austria Wien              | Wien                     | 1911/12        | 99,2 MHz     |
| SK Sturm Graz                | Graz                     | 1966/67        | 90,5 MHz     |
| FC Red Bull Salzburg         | Wals-Siezenheim          | 1989/90        | 87,5 MHz     |
| FC Blau-Weiß Linz            | Linz                     | 2023/24        | -            |
| Wolfsberger AC               | Wolfsberg                | 2012/13        | -            |
| SCR Altach                   | Altach                   | 2014/15        | -            |
| Grazer AK                    | Graz                     | 2024/25        | -            |
| SK Austria Klagenfurt (2007) | Klagenfurt am Wörthersee | 2021/22        | -            |
| LASK                         | Linz                     | 2017/18        | -            |
| TSV Hartberg                 | Hartberg                 | 2018/19        | -            |
| WSG Tirol                    | Wattens                  | 2019/20        | -            |

### Präsidenten der Bundesliga

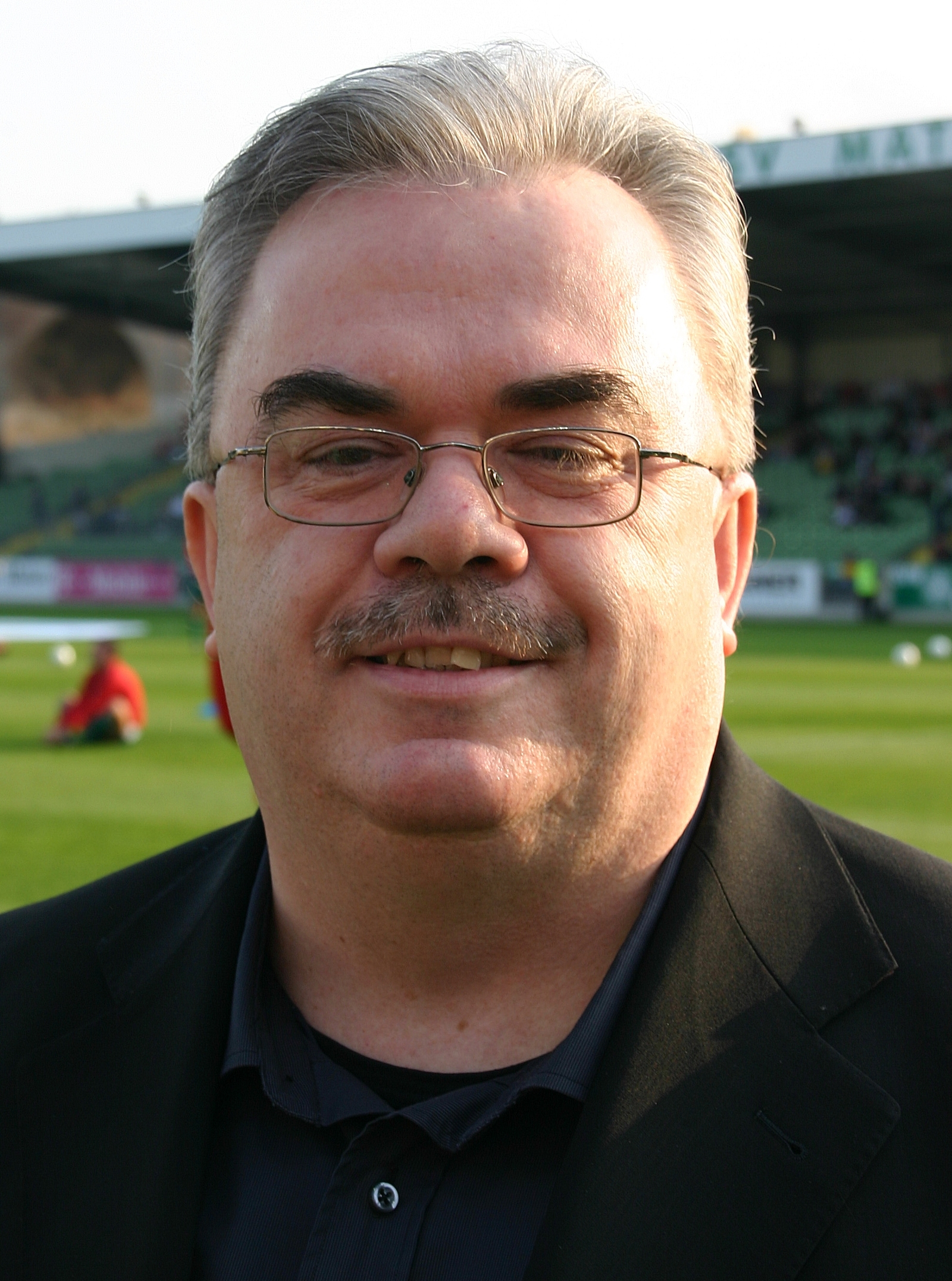
Martin Pucher: Präsident der Bundesliga ab 2006 bis 2009

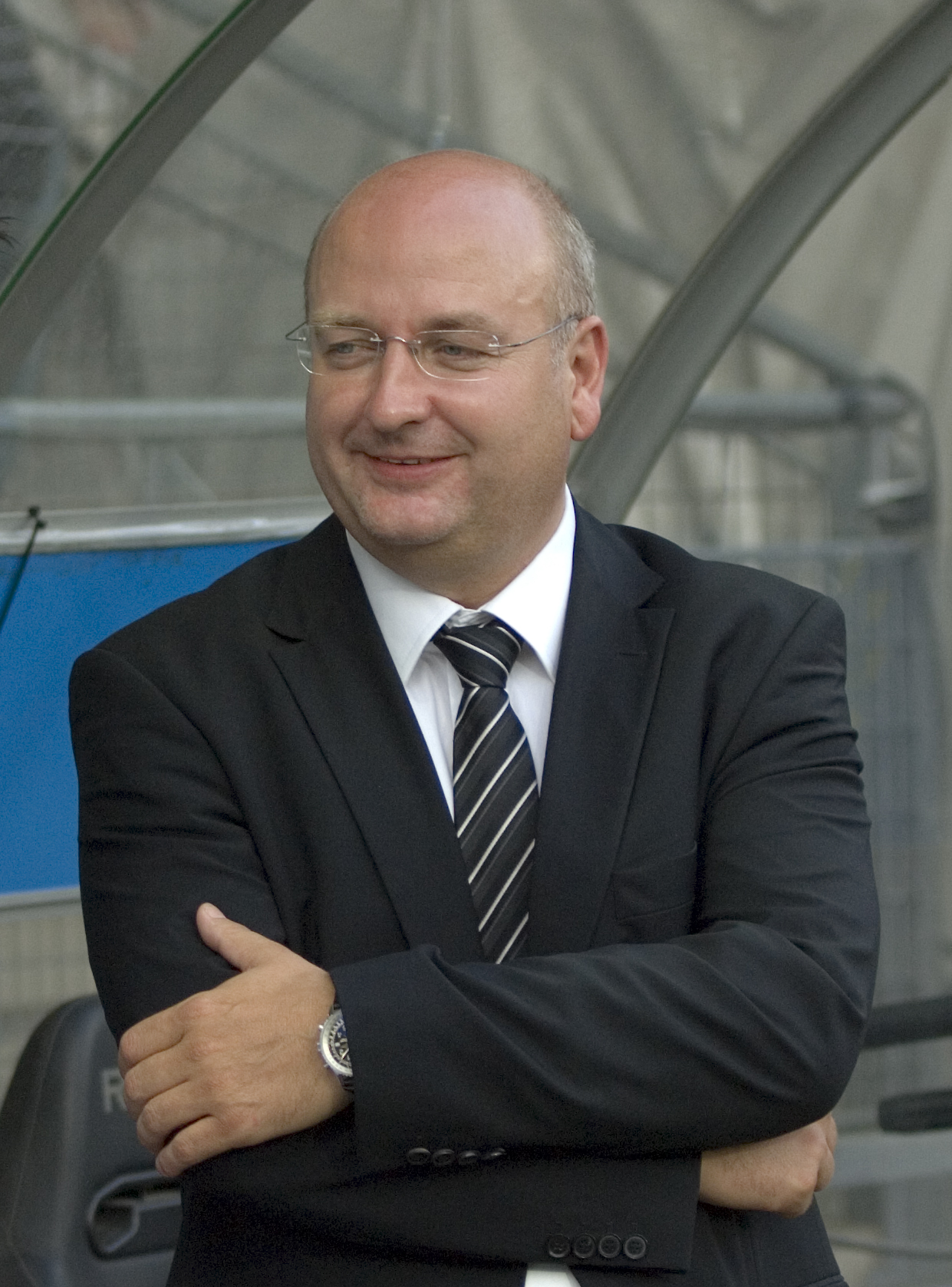
Hans Rinner: Präsident der Bundesliga ab 2009 bis zu seinem Tod 2018

- 8. November 1991 bis 23. Februar 1996: Hans Reitinger
- 23. Februar 1996 bis 14. Februar 1999: Gerhard Skoff
- 14. Februar 1999 bis 2. Dezember 2005: Frank Stronach
- 2. Dezember 2005 bis 1. März 2006: Martin Pucher (interim)
- 1. März 2006 bis 7. Dezember 2009: Martin Pucher
- 7. Dezember 2009 bis 16. Februar 2018: Hans Rinner

Vorsitzender im Vorstand der Bundesliga
- September 2004 bis Dezember 2014: Georg Pangl[28]
- 2015 bis 2017: Christian Ebenbauer
- 2017 bis 2019: Gerhard Stocker[29]
- seit August 2019 Philip Thonhauser[30]

## Finanzielles und mediales Umfeld
Die österreichische Bundesliga dominiert die Sportberichterstattung der meisten Tagesmedien des Landes. Der jährlich errechnete und zuletzt zur Saison 2004/05 detailliert veröffentlichte Werbewert für den Ligasponsor betrug dabei bei 115 TV-Stunden sowie 1.300 Printartikel rund 8,9 Millionen Euro. Die Werbewerte der Klub-Hauptsponsoren beliefen sich auf knapp über 21,3 Millionen Euro. Im Fernsehen wurden die Bundesliga-Spiele der Saison 2006/07 anfangs live nur vom Bezahlsender Premiere Austria übertragen, ausführliche Spielzusammenfassungen erschienen überdies bei Privatsender ATV. Am 17. Oktober 2006 wechselte der Sublizenzvertrag von ATV zum öffentlich-rechtlichen Rundfunksender ORF, sodass dieser nun das Sonntagsspiel parallel mit Premiere zeigt und nach dem Livespiel am Sonntag in einer 45-minütigen Zusammenfassung die vier Partien des Samstags ausstrahlt.
Lag ursprünglich ein Monopol des ORF bezüglich der TV-Rechte vor und ein entsprechend niedriger Preis, haben durch den Einstieg von Premiere und ATV seit Mitte der 1990er Jahre für die Vereine die TV-Rechte erstmals an finanzieller Bedeutung gewonnen. Diesbezüglich wurde vom Verein Österreichische Bundesliga die Vermarktung an die Agentur ISPR übergeben. 2004 wurde ein Drei-Jahres-Kontrakt mit Premiere für die Übertragungsrechte der folgenden drei Jahre bis 2007 für die Bundesliga und die Erste Liga samt unwiderruflicher Option auf weitere zwei Jahre auf € 42 Millionen, zahlbar in Raten à 15, 14 und 13 Millionen Euro, geschlossen. Der bisherige Rechteverwerter ORF mit einem Angebot von je 9,5 Millionen Euro jährlich wurde abgewählt. Aus Übertragungsrechten erhalten die Klubs entsprechend rund eine Million Euro, was rund ein Zwanzigstel eines deutschen Bundesligisten darstellt. Die Hälfte des Geldes ist dabei an den Österreicher-Topf gebunden und wird nur an Klubs ausbezahlt, die auch mit österreichischen Spielern auftreten, nach Anzahl der Einsatzminuten. Bei einem relativ hohen Österreicher-Anteil von knapp 70 % profitieren alle Vereine in ungefähr gleichen Maßen mit Ausnahme von Red Bull, das mit 21 Kaderlegionären null Euro erhält.
Ist der relative Anteil der TV-Gelder für Bundesligisten in Österreich niedriger, so nehmen insbesondere die Sponsoren-Gelder den Großteil des Budgets ein. Dabei wird der Hauptsponsor oft als Zusatz im Vereinsnamen aufgenommen. Vorreiter hierbei war der SK Sturm Graz im Jahre 1969 als „Sturm Durisol“, wobei Lokalrivale GAK noch im selben Jahr als „GAK Marvin“ konterte. War dies anfangs vor allem für kleine Vereine attraktiv, hat sich der Sponsorzusatz spätestens seit den Engagements der großen österreichischen Fußballvereine wie zum Beispiel der SK Rapid Wien 1976 als „Rapid Wienerberger“ und ein Jahr später der Stadtrivale FK Austria Wien als „Austria Memphis“ vollends etabliert. Je nach Größe des Vereins gelingt es den Klubs, bis mehr als fünf Millionen Euro über Sponsoren aufzustellen. In der aktuellen Saison tragen „FC Red Bull Salzburg“, „SK Puntigamer Sturm Graz“, „RZ Pellets WAC“ sowie „TSV Eggerglas Hartberg“ ihre Hauptsponsoren im Vereinsnamen.
| Verein                       | Hauptsponsor | Branche                           |
| ---------------------------- | ------------ | --------------------------------- |
| FC Red Bull Salzburg         | Red Bull     | Energydrink                       |
| SK Sturm Graz                | Puntigamer   | Bier                              |
| SK Rapid Wien                | Wien Energie | Energie                           |
| LASK                         | BWT          | Wasseraufbereitung, Spezialchemie |
| FC Blau-Weiß Linz            | Linz AG      | Holdinggesellschaft               |
| Grazer AK                    | MAPEI        | Bauchemie                         |
| FK Austria Wien              | Frankstahl   | Stahlhandel                       |
| SCR Altach                   | Dormero      | Hotellerie                        |
| Wolfsberger AC               | RZ Pellets   | Holzpellets                       |
| WSG Tirol                    | PAPSTAR      | Logistik                          |
| TSV Hartberg                 | Egger Glas   | Glasproduktion                    |
| SK Austria Klagenfurt (2007) | -            | -                                 |

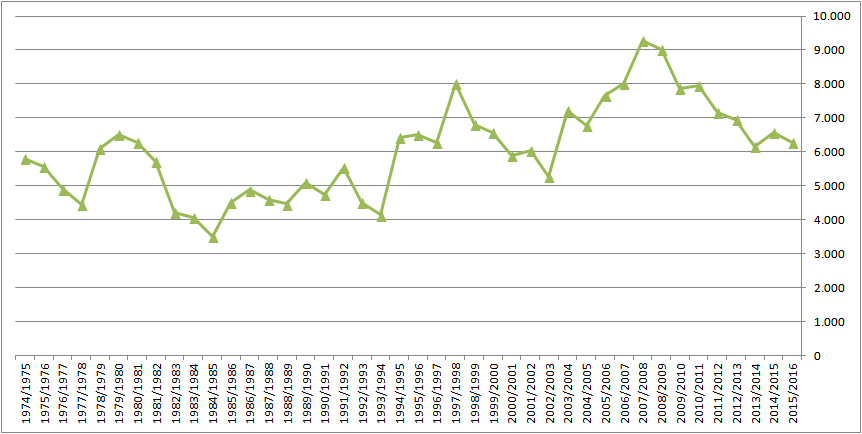
Entwicklung des Zuschauerschnitts 1974/75 bis einschließlich 2015/16

Die traditionelle Einnahmequelle Zuseher ist heute vergleichsweise zurückgetreten; obwohl die Zuschauerzahlen im langfristigen Vergleich relativ hoch sind, in der Saison 2015/16 betrugen sie 6.271 pro Match (1993/94: 4.141, 2002/03: 5.285, 2007/08: 9.284). Aus Eintrittsgeldern können etwa ein bis zwei Millionen Euro lukriert werden, der zuschauerreiche SK Rapid Wien brachte es in der Saison 2021/22 auf 2,46 Millionen, die jedoch insbesondere bei den Arena von den Stadionkosten teils gänzlich wieder aufgefressen werden. Das Budget der Bundesligaklubs ist mit Ausnahme von FC Red Bull Salzburg im Allgemeinen im einstelligen oder niedrigen zweistelligen Millionenbereich bei fünf bis über zehn Millionen beim SK Rapid Wien oder auch bei der FK Austria Wien pro Saison.
Bei vielen Bundesligaklubs ist die finanzielle Situation angespannt, allein in der Saison 2006/07 gab es mit dem GAK und dem SK Sturm Graz zwei Vereine gegen die ein Konkursantrag eingebracht wurde. In den Vorjahren war 2005 der SC Schwarz-Weiß Bregenz in Konkurs gegangen, 2002 wurde der FC Tirol Innsbruck – der wenige Wochen zuvor seinen dritten Meistertitel in Folge gewonnen hatte – mit einem unbeglichenen Schuldenstand von 16 Millionen Euro aufgelöst. Weitere spektakuläre Fälle jüngerer Vergangenheit, in die ehemalige österreichische Meister involviert waren, betrafen den Wiener Sport-Club 1994, den SK Rapid Wien 1994 und den LASK 1995.

## Spielstätten

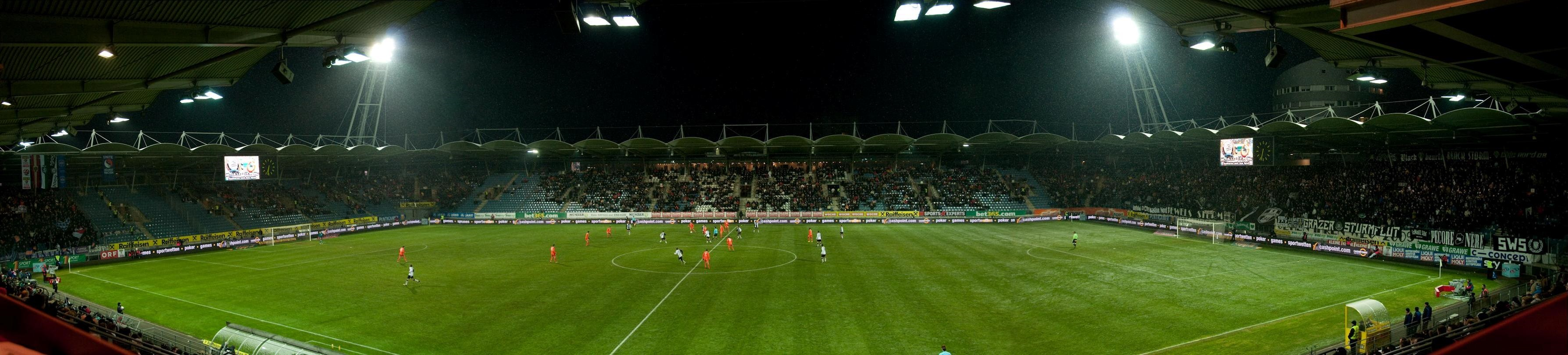
Merkur Arena Graz

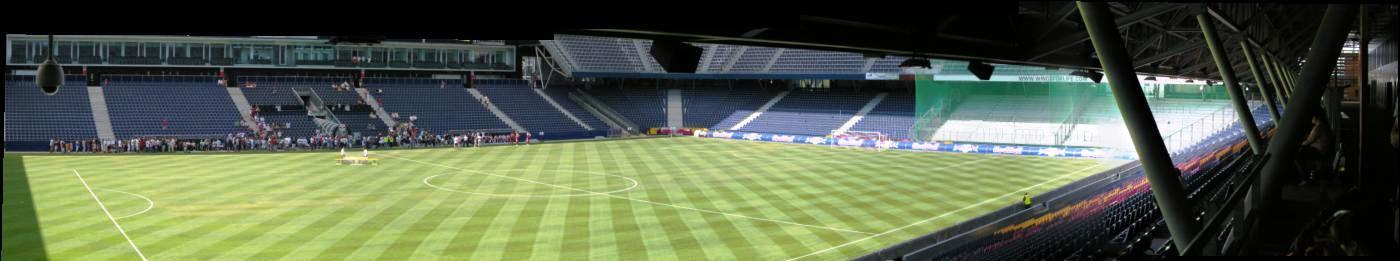
Red Bull Arena Wals-Siezenheim

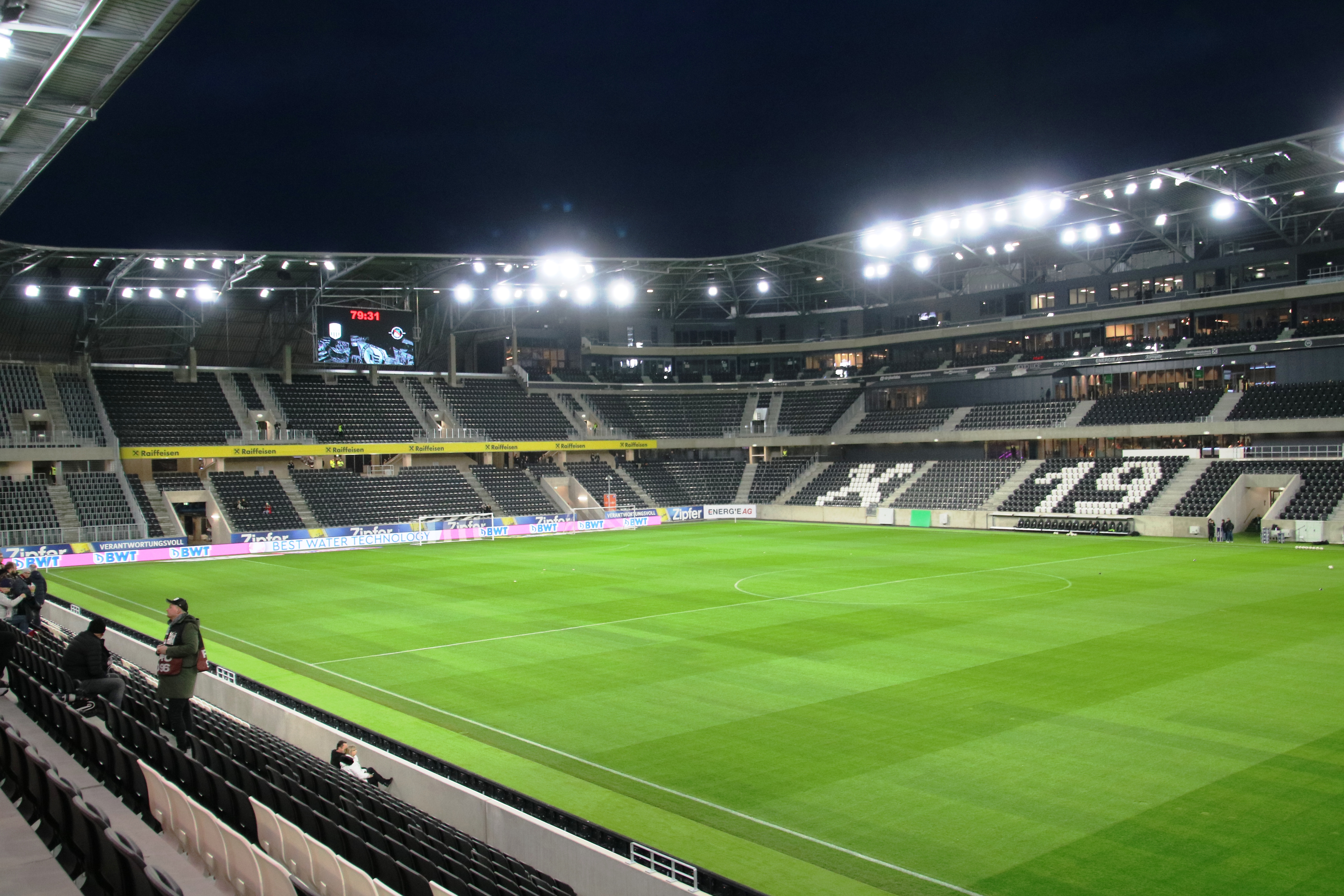
Raiffeisen Arena Linz

Die Bundesligastadien in Österreich setzen sich sowohl aus architektonisch einheitlich gestalteten Fußball-Arenen als auch aus historisch gewachsenen Fußballstadien zusammen. Spielstätten in der Bundesliga müssen dabei seit 2007/08 ein Fassungsvermögen von mindestens 3.000 Plätzen aufweisen, um zugelassen zu werden. Pönalzahlungen muss der Verein leisten, wenn nicht 3.000 gedeckte Sitzplätze, 100 gedeckte VIP-Plätze sowie 30 Rollstuhlplätze vorhanden sind. Die älteste Bundesligaheimstätte besitzt der FK Austria Wien, in der Generali Arena wurden bereits 1925 die Heimspiele des SK Slovan Wien in der I. Liga ausgetragen. Ebenfalls zu den traditionellen Stadien gehört die BSFZ-Arena, wo die Admira seit 1967 ihre Heimspiele austrägt. Das Gerhard-Hanappi-Stadion des SK Rapid Wien, wo von 1977 bis 2014 Bundesligamatches ausgetragen wurden, wurde 2014 abgerissen und durch das Allianz Stadion ersetzt. Die Lavanttal-Arena sowie die Profertil Arena Hartberg sind aktuell die zwei einzigen Leichtathletikstadien der Liga.
Zu den jüngeren Spielstätten zählen die für die Europameisterschaft 2008 aufgestockte Red Bull Arena, die ein Fassungsvermögen von über 30.000 Zusehern aufweist sowie das Tivoli Stadion Tirol in Innsbruck und die Merkur Arena in Graz.
Das im Februar 2023 eröffnete Stadion die Raiffeisen-Arena des LASK zählt zu den modernsten Arenen in ganz Österreich. Das neuste Stadion ist das Hofmann Personal Stadion des FC Blau-Weiß Linz, dass im Juli 2023 seine Eröffnung feierte.
| Name                     | Verein                       | Stadt/Ort       | Eröffnung | Kapazität |
| ------------------------ | ---------------------------- | --------------- | --------- | --------- |
| Red Bull Arena           | FC Red Bull Salzburg         | Wals-Siezenheim | 2003      | 30.188    |
| Wörthersee Stadion       | SK Austria Klagenfurt (2007) | Klagenfurt      | 2007      | 30.000    |
| Allianz Stadion          | SK Rapid Wien                | Wien            | 2016      | 28.666    |
| Raiffeisen Arena         | LASK                         | Linz            | 2023      | 19.080    |
| Generali Arena           | FK Austria Wien              | Wien            | 1925      | 17.656    |
| Merkur Arena             | SK Sturm Graz Grazer AK      | Graz            | 1997      | 16.764    |
| Tivoli Stadion Tirol     | WSG Tirol                    | Innsbruck       | 2000      | 16.008    |
| Cashpoint-Arena          | SCR Altach                   | Altach          | 1990      | 8.500     |
| Lavanttal-Arena          | Wolfsberger AC               | Wolfsberg       | 1984      | 8.100     |
| Hofmann Personal Stadion | FC Blau-Weiß Linz            | Linz            | 2023      | 5.595     |
| Profertil Arena Hartberg | TSV Hartberg                 | Hartberg        | 1946      | 4.635     |

### Bundesliga ON EAR
Nach einjähriger Vorbereitung hat die österreichische Bundesliga am 13. Februar 2010 die erste Bundesliga-ON-EAR-Übertragung aus der Wiener Generali Arena gesendet. Auf einer Radiofrequenz wird für blinde und sehbehinderte Fußballfans das Spielgeschehen detailliert mittels Audiodeskription übertragen. Parallel dazu ist die Audiodeskription auf einem kostenlosen Live-Audio-Stream im Internet zu empfangen. Anschließend stehen die Spiele Im Archiv als MP3-Dateien zum Download zur Verfügung.

## Die Meister der Bundesliga

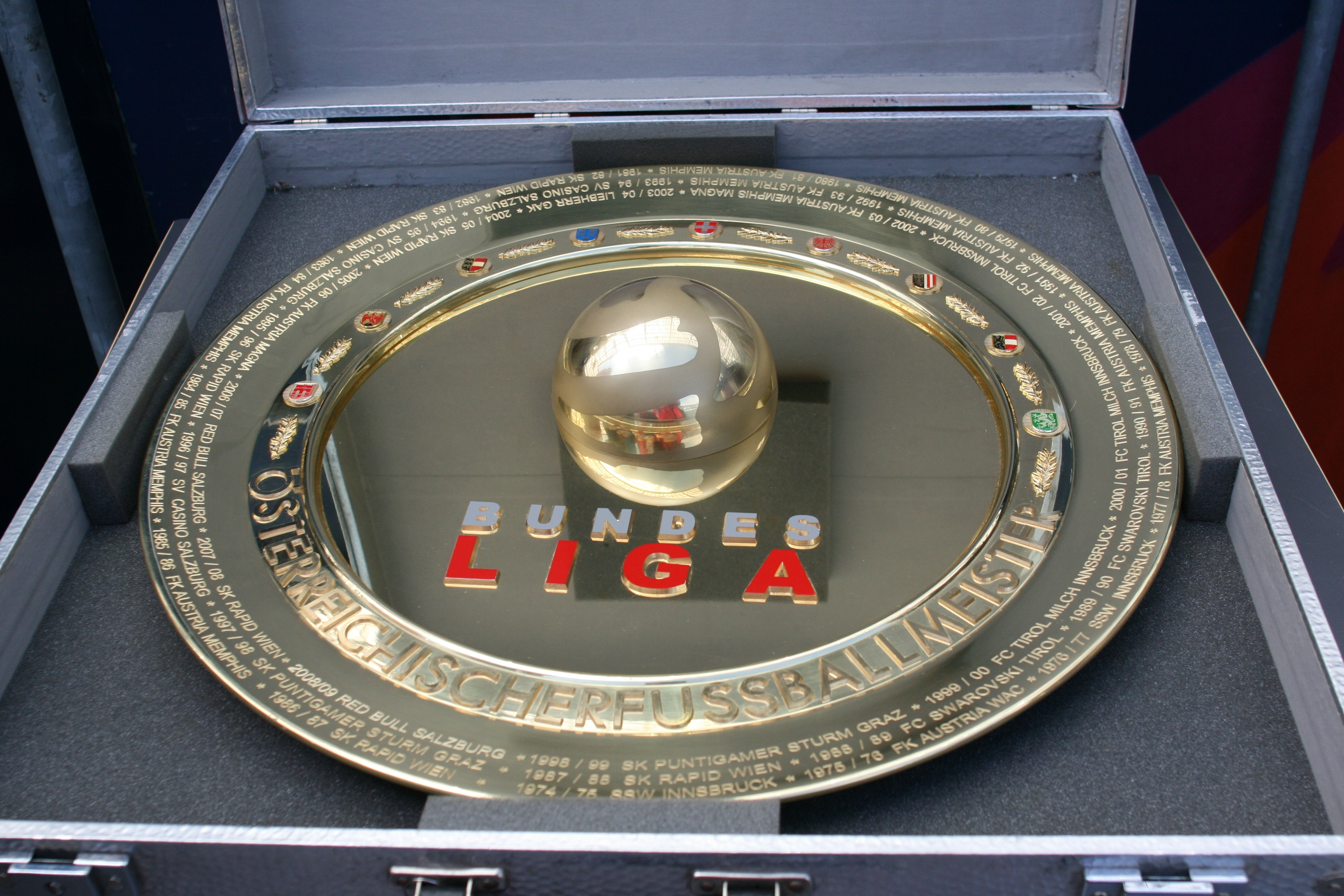
Der alte Meisterteller (bis 2013/14) aus unmittelbarer Nähe

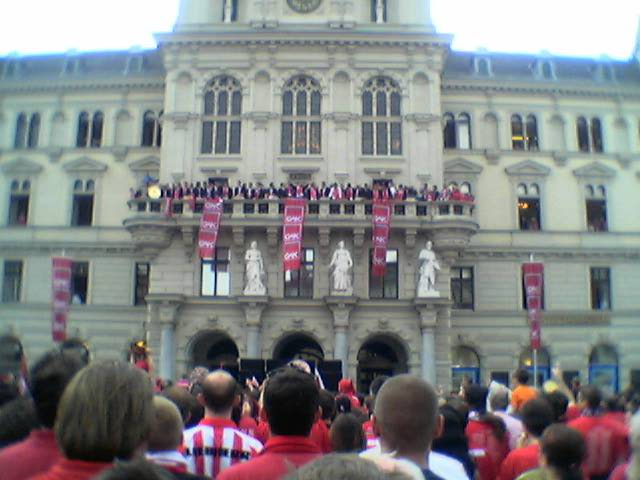
GAK-Meisterfeier 2004

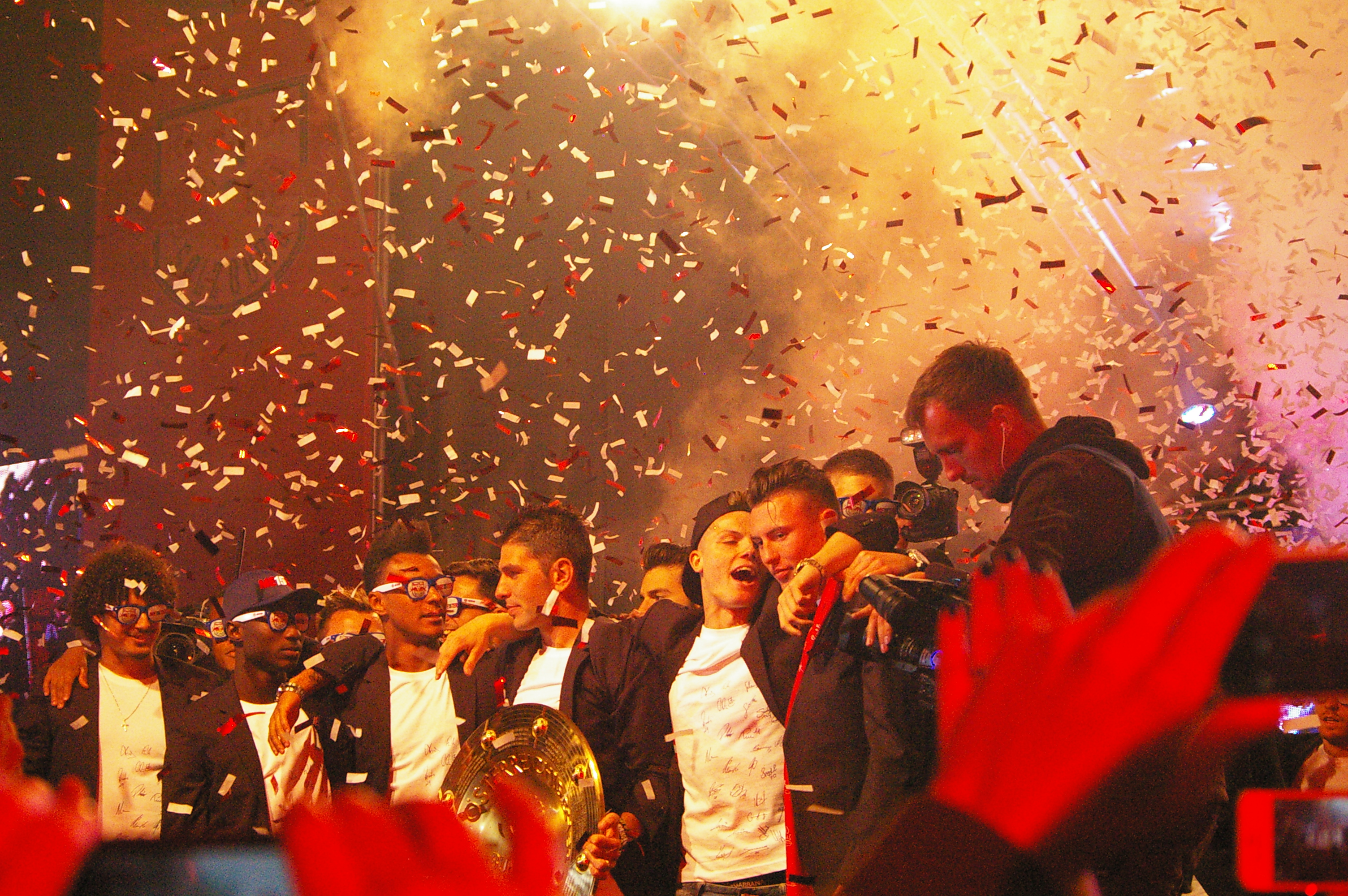
Meisterfeier RB Salzburg 2015

Der Sieger der Bundesliga bekommt zu Saisonende einen Meisterteller überreicht und darf überdies nach je zehn gewonnenen Titeln einen Stern über dem Wappen tragen. Aktuell sind das SK Rapid Wien (3 Sterne), FK Austria Wien (2 Sterne), FC Wacker Innsbruck (1 Stern) und FC Red Bull Salzburg (1 Stern). Salzburg verzichtete allerdings zunächst auf den Stern, übernahm diesen jedoch, nachdem in der Saison 2018/19 der zehnte Meistertitel nach dem Einstieg durch Red Bull errungen werden konnte, in sein Vereins-Logo.
Aus historischen Gründen werden Titel einiger Vereine zumeist zusammengerechnet. Dies gilt einerseits für die Vereine
- FC Wacker Innsbruck, FC Tirol und FC Tirol Innsbruck sowie
- FC Red Bull Salzburg und SV Austria Salzburg, zwischen denen nicht unterschieden wird, andererseits wird ein Titel des
- SC Wacker Wien zu den acht des FC Admira Wacker Mödling hinzugerechnet.

### Liste der Titelgewinner
Überblick der österreichischen Meister:
| Rang | | Verein                           | Gesamt | Gesamt ÖFV + ÖFB | ÖFU       | ÖFV       | ÖFB       | Sport-Gau 17* | ÖFB     | ÖFB                   |
| ---- | --- | -------------------------------- | ------ | ---------------- | --------- | --------- | --------- | ------------- | ------- | --------------------- |
|      | |                                  |        |                  | 1900–1903 | 1911–1924 | 1924–1938 | 1938–1945     | ab 1945 | Bundesliga ab 1974/75 |
| 1    | SK Rapid Wien | SK Rapid Wien                    | 32     | 30               | –         | 8         | 4         | 2             | 18      | 7                     |
|      | ÖFV: 1911/12, 1912/13, 1915/16, 1916/17 1918/19, 1919/20, 1920/21, 1922/23, ÖFB: 1928/29, 1929/30, 1934/35, 1937/38, Sport-Gau 17: 1939/40, 1940/41, ÖFB: 1945/46, 1947/48, 1950/51, 1951/52, 1953/54, 1955/56, 1956/57, 1959/60, 1963/64, 1966/67, 1967/68, 1981/82, 1982/83, 1986/87, 1987/88, 1995/96, 2004/05, 2007/08 |                                  |        |                  |           |           |           |               |         |                       |
| 2    | | FK Austria Wien                  | 24     | 24               | –         | –         | 2         | –             | 22      | 14                    |
|      | Wiener AC | als Wiener Amateur-SV            | 2      | 2                | –         | –         | 2         | –             | –       | –                     |
|      | ÖFB: 1923/24, 1925/26 |                                  |        |                  |           |           |           |               |         |                       |
|      | FK Austria Wien | als FK Austria Wien              | 22     | 22               | –         | –         | –         | –             | 22      | 14                    |
|      | ÖFB: 1948/49 1949/50, 1952/53, 1960/61, 1961/62, 1962/63, 1968/69, 1969/70, 1975/76, 1977/78, 1978/79, 1979/80, 1980/81, 1983/84, 1984/85, 1985/86, 1990/91, 1991/92, 1992/93, 2002/03, 2005/06, 2012/13 |                                  |        |                  |           |           |           |               |         |                       |
| 3    | | FC Red Bull Salzburg             | 17     | 17               | –         | –         | –         | –             | 17      | 17                    |
|      | SV Austria Salzburg | als SV Austria Salzburg          | 3      | 3                | –         | –         | –         | –             | 3       | 3                     |
|      | ÖFB: 1993/94, 1994/95, 1996/97 |                                  |        |                  |           |           |           |               |         |                       |
|      | | als FC Red Bull Salzburg         | 14     | 14               | –         | –         | –         | –             | 14      | 14                    |
|      | ÖFB: 2006/07, 2008/09, 2009/10, 2011/12, 2013/14, 2014/15, 2015/16, 2016/17, 2017/18, 2018/19, 2019/20, 2020/21, 2021/22, 2022/23 |                                  |        |                  |           |           |           |               |         |                       |
| 4    | FC Wacker Innsbruck | FC Wacker Innsbruck              | 10     | 10               | –         | –         | –         | –             | 10      | 7                     |
|      | FC Wacker Innsbruck | als FC Wacker Innsbruck          | 1      | 1                | –         | –         | –         | –             | 1       | –                     |
|      | ÖFB: 1970/71 |                                  |        |                  |           |           |           |               |         |                       |
|      | SpG Wattens-Wacker Innsbruck | als SpG Wattens-Wacker Innsbruck | 4      | 4                | –         | –         | –         | –             | 4       | 2                     |
|      | ÖFB: 1971/72, 1972/73, 1974/75, 1976/77 |                                  |        |                  |           |           |           |               |         |                       |
|      | FC Swarovski Tirol | als FC Tirol                     | 2      | 2                | –         | –         | –         | –             | 2       | 2                     |
|      | ÖFB: 1988/89, 1989/90 |                                  |        |                  |           |           |           |               |         |                       |
|      | FC Tirol Innsbruck | als FC Tirol Innsbruck           | 3      | 3                | –         | –         | –         | –             | 3       | 3                     |
|      | ÖFB: 1999/2000, 2000/01, 2001/02 |                                  |        |                  |           |           |           |               |         |                       |
| 5    | FC Admira Wacker Mödling | FC Admira Wacker Mödling         | 9      | 9                | –         | –         | 6         | 1             | 2       | -                     |
|      | SK Admira Wien | als SK Admira Wien               | 8      | 8                | –         | –         | 6         | 1             | 1       | -                     |
|      | ÖFB: 1926/27, 1927/28, 1931/32, 1933/34, 1935/36, 1936/37, Sport-Gau-17: 1938/39, ÖFB: 1965/66 |                                  |        |                  |           |           |           |               |         |                       |
|      | SC Wacker Wien | als SC Wacker Wien               | 1      | 1                | –         | –         | –         | –             | 1       | -                     |
|      | ÖFB: 1946/47 |                                  |        |                  |           |           |           |               |         |                       |
| 6    | First Vienna FC 1894 | First Vienna FC 1894             | 6      | 3                | –         | –         | 2         | 3             | 1       | -                     |
|      | ÖFB: 1930/31, 1932/33, Sport-Gau 17: 1941/42, 1942/43, 1943/44, ÖFB: 1954/55 |                                  |        |                  |           |           |           |               |         |                       |
| 7    | SK Sturm Graz | SK Sturm Graz                    | 5      | 5                | –         | –         | –         | –             | 5       | 5                     |
|      | ÖFB: 1997/98, 1998/99, 2010/11, 2023/24, 2024/25 |                                  |        |                  |           |           |           |               |         |                       |
| 8    | Wiener AC | Wiener AC                        | 4      | 1                | 3         | 1         | –         | –             | –       | -                     |
|      | ÖFU: 1900/01, 1901/02, 1902/03, ÖFV: 1914/15 |                                  |        |                  |           |           |           |               |         |                       |
| 9    | Wiener Sport-Club | Wiener Sport-Club                | 3      | 3                | –         | 1         | –         | –             | 2       | -                     |
|      | ÖFV: 1921/22, ÖFB: 1957/58, 1958/59 |                                  |        |                  |           |           |           |               |         |                       |
| 10   | Grazer AK | Grazer AK                        | 1      | 1                | –         | –         | –         | –             | 1       | 1                     |
|      | ÖFB: 2003/04 |                                  |        |                  |           |           |           |               |         |                       |
|      | SK VÖEST Linz | SK VÖEST Linz                    | 1      | 1                | –         | –         | –         | –             | 1       | -                     |
|      | ÖFB: 1973/74 |                                  |        |                  |           |           |           |               |         |                       |
|      | | LASK                             | 1      | 1                | –         | –         | –         | –             | 1       | -                     |
|      | ÖFB: 1964/65 |                                  |        |                  |           |           |           |               |         |                       |
|      | SC Hakoah Wien | SC Hakoah Wien                   | 1      | 1                | –         | –         | 1         | –             | –       | -                     |
|      | ÖFB: 1924/25 |                                  |        |                  |           |           |           |               |         |                       |
|      | Floridsdorfer AC | Floridsdorfer AC                 | 1      | 1                | –         | 1         | –         | –             | –       | -                     |
|      | ÖFV: 1917/18 |                                  |        |                  |           |           |           |               |         |                       |
|      | Wiener AF | Wiener AF                        | 1      | 1                | –         | 1         | –         | –             | –       | -                     |
|      | ÖFV: 1913/14 |                                  |        |                  |           |           |           |               |         |                       |

Für einen Überblick über alle österreichischen Fußballmeister der jeweiligen Spielsaisonen siehe auch Liste der österreichischen Fußballmeister.

## Rekorde

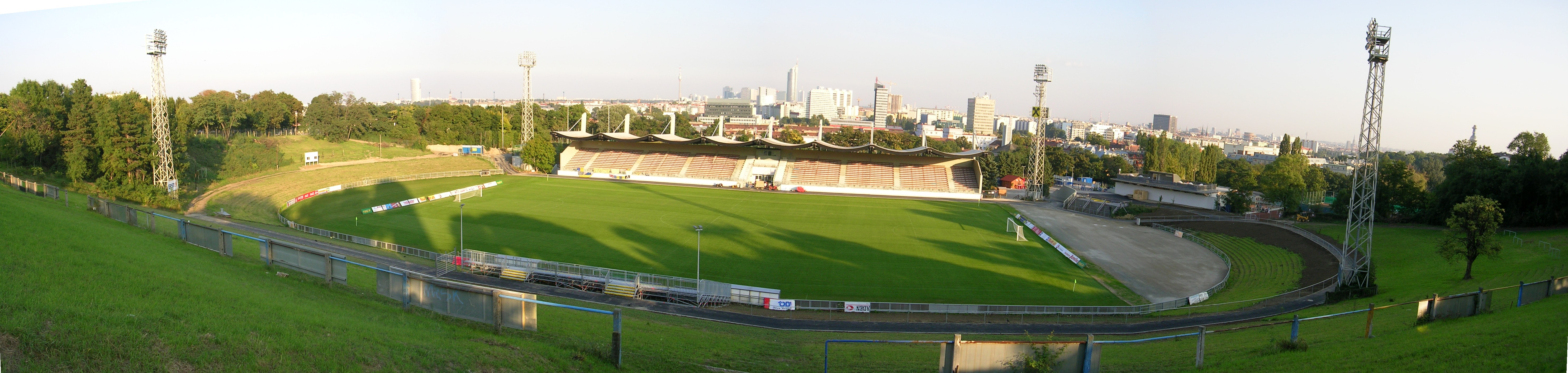
Auf der Hohen Warte blieb die Vienna von 1954 bis 1957 in 41 Spielen ohne Heimniederlage

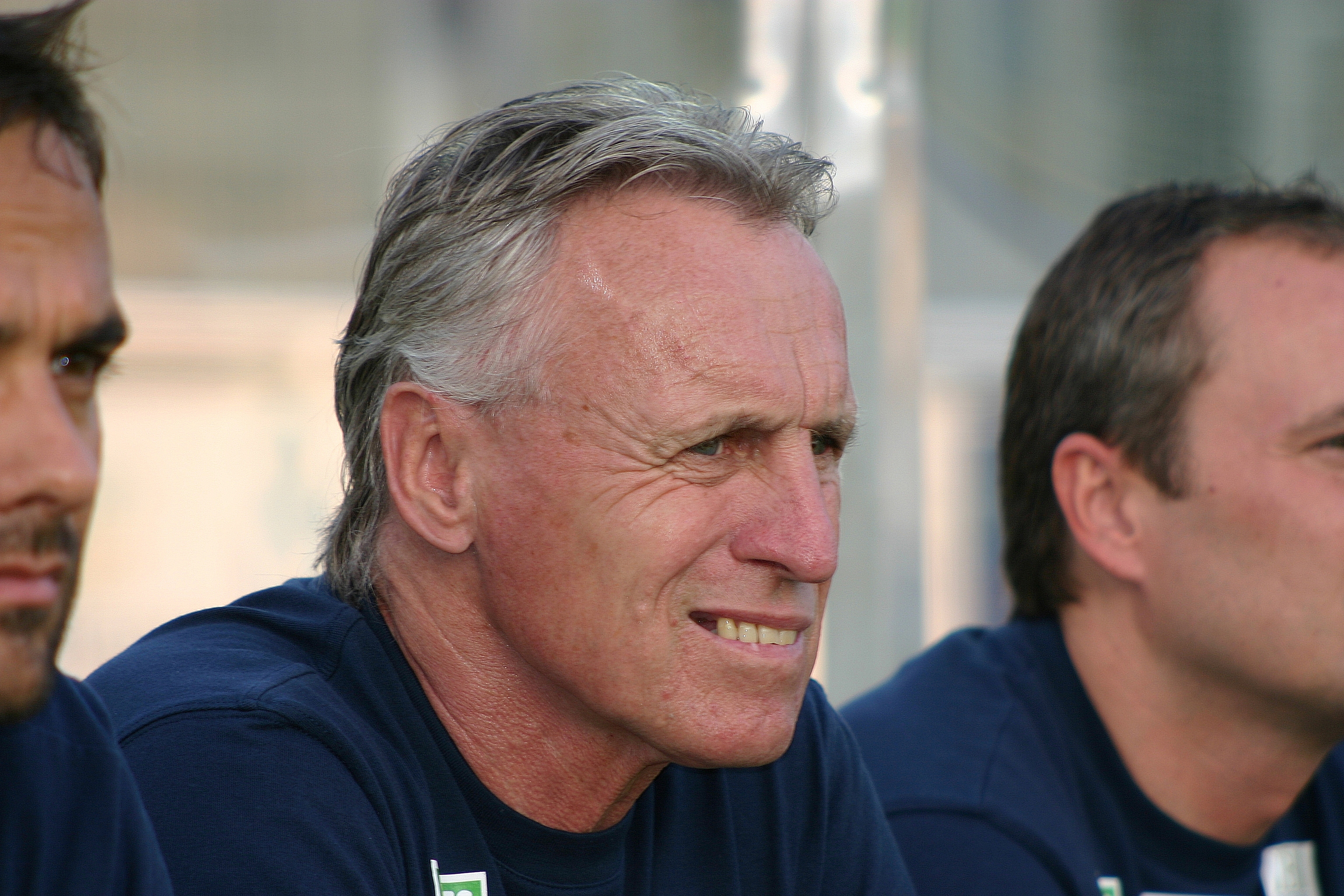
Rekordspieler Robert Sara mit 581 Bundesligaspielen

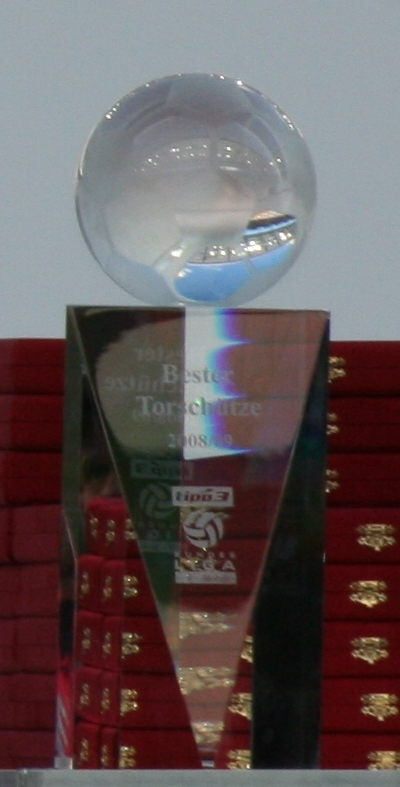
Die Torschützenkönig-Trophäe 2008/09

In der Geschichte der Bundesliga finden sich zahlreiche beachtliche Rekorde, die wichtigsten sollen im Folgenden dargestellt werden. Zu beachten gilt dabei, dass als Grundlage jeweils eine Durchschnittssaison genommen wurde, was bedeutet, dass beispielsweise 20 erzielte Tore in einem Meisterschaftsjahr mit neun Runden höher eingeschätzt werden als 21 Treffer in einem Meisterschaftsjahr mit 36 Runden.
Ungeschlagen Meister zu werden, gelang bislang nur dem SK Rapid Wien (1913 und 1935) und dem Wiener Sport-Club (1959). Letzterer ist es auch, der die längste unbesiegte Periode hinter sich brachte: Von Dezember 1957 bis September 1959, also 22 Monate oder 41 Bundesligapartien blieben die Dornbacher ohne Niederlage. Als größte Festung der Bundesliga galt die Hohe Warte, das Stadion der Vienna: drei Jahre lang, von Dezember 1954 bis November 1957 gab es in 41 Bundesligamatches in Folge für die Gäste keinen Sieg zu holen. Als Torfabrik der Bundesliga machte sich Rapid einen Namen, in der Rekordsaison 1951 fielen durchschnittlich 5,5 Tore pro Spiel für Rapid, oder anders ausgedrückt, in 24 Meisterschaftsrunden konnten die Hütteldorfer über 133 Tore jubeln. Den höchsten Sieg überhaupt errang die FK Wiener Austria mit einem 21:0 (8:0) Sieg über den LASK am 19. Jänner 1941.
Der erfolgreichste Spieler in der Bundesliga ist Andreas Ulmer vom FC Red Bull Salzburg (einmal mit dem FAK), der 11 Mal Meister wurde. Erfolgreichster Betreuer ist Dionys Schönecker, der die Grün-Weißen zu insgesamt zwölf Meistertiteln führte. Bei den Schützen ragt der Rapidler Franz Binder (Durchschnitt 1,14) heraus, der sich sechs Mal die Krone des Torschützenkönigs aufsetzten konnte, die meisten Tore insgesamt schoss mit Robert Dienst (Durchschnitt 0,92) ein anderer Hütteldorfer – es waren insgesamt 323 Treffer. Diese Zahlen lassen sich auf Grund der unterschiedlichen Meisterschaftsdauern allerdings nur schwer vergleichen. So weist beispielsweise der Austrianer Ernst Stojaspal ebenfalls einen Schnitt von 1,14 auf, liegt aber wie Binder hinter Dienst. Die meisten Tore in einem Spiel erzielte Karl Decker (Durchschnitt 1,02) von der Vienna, insgesamt acht Mal traf er beim 18:0-Sieg über Ostbahn XI am 11. November 1945. Saisonell betrachtet ragt ebenfalls Robert Dienst heraus: 1951 schoss er in 24 Partien (23 Einsätze) 37 Treffer, was im Durchschnitt ein Tor pro 56 Einsatzminuten ergibt. Dabei durfte Robert Dienst damals keine Elfmeter für die Hütteldorfer ausführen. Mit Toni Polster (39 Tore 1987) und Hans Krankl (41 Tore 1978) wurden zwei Spieler der Meisterschaft mit dem Goldenen Schuh als beste Torschützen Europas geehrt. Die längste Torsperre konnte Marc Ziegler von Mai bis September 2001 beim FC Tirol Innsbruck halten – er blieb insgesamt 1085 Minuten ohne Gegentreffer, ehe er durch ein Eigentor bezwungen wurde.
| 1.                                                                                             | Robert Dienst | 323 Tore in 351 Spielen   | 1943–1962 |
| 2.                                                                                             | Hans Krankl   | 320 Tore in 427 Spielen   | 1971–1988 |
| 3.                                                                                             | Franz Binder  | 298* Tore in 261* Spielen | 1930–1949 |
| *inkludiert 26 Tore in 17 Spielen in der Deutschen Fußballmeisterschaft zwischen 1939 und 1944 |               |                           |           |

### Rekorde ab Gründung der Bundesliga 1974/75
| Pos. | Spieler                | Tore | Spiele | ø Tore/Spiel |
| ---- | ---------------------- | ---- | ------ | ------------ |
| 1.   | Hans Krankl            | 270  | 361    | 0,75         |
| 2.   | Ivica Vastić           | 187  | 441    | 0,42         |
| 3.   | Peter Pacult           | 187  | 396    | 0,47         |
| 4.   | Christian Mayrleb      | 186  | 495    | 0,38         |
| 5.   | Alfred Drabits         | 156  | 365    | 0,43         |
| 6.   | Mario Haas             | 145  | 451    | 0,32         |
| 7.   | Christoph Westerthaler | 131  | 378    | 0,35         |
| 8.   | Christian Keglevits    | 129  | 406    | 0,32         |
| 9.   | Walter Knaller         | 127  | 333    | 0,38         |
| 10.  | Toni Polster           | 122  | 158    | 0,77         |

| Pos. | Spieler           | Spiele | ø Min/Spiel |
| ---- | ----------------- | ------ | ----------- |
| 1.   | Heribert Weber    | 573    | 88          |
| 2.   | Michael Baur      | 566    | 85          |
| 3.   | Wolfgang Knaller  | 518    | 83          |
| 4.   | Leopold Lainer    | 514    | 84          |
| 5.   | Dieter Ramusch    | 514    | 77          |
| 6.   | Joachim Standfest | 508    | 76          |
| 7.   | Walter Kogler     | 495    | 84          |
| 8.   | Christian Mayrleb | 495    | 76          |
| 9.   | Roland Kirchler   | 490    | 80          |
| 10.  | Erich Obermayer   | 483    | 89          |

| Pos. | Mannschaft           | Meistertitel |
| ---- | -------------------- | ------------ |
| 1.   | FC Red Bull Salzburg | 17           |
| 2.   | FK Austria Wien      | 14           |
| 3.   | FC Tirol Innsbruck   | 7            |
| 3.   | SK Rapid Wien        | 7            |
| 5.   | SK Sturm Graz        | 5            |
| 6.   | Grazer AK            | 1            |

## UEFA-Fünfjahreswertung
Platzierung in der UEFA-Fünfjahreswertung:
(in Klammern die Vorjahresplatzierung). Die Kürzel CL, EL und CO hinter den Länderkoeffizienten geben die Anzahl der Vertreter in der Saison 2026/27 der Champions League, der Europa League sowie der Conference League an.
- 11.  (14)  Norwegen (Liga, Cup) – Koeffizient: 39.687 – CL: 2, EL: 2, CO: 1
- 12.  (15)  Griechenland (Liga, Cup) – Koeffizient: 39.312 – CL: 2, EL: 2, CO: 1
- 13.  (13)  Österreich (Liga, Cup) – Koeffizient: 36.450 – CL: 2, EL: 1, CO: 2
- 14.  (11)  Schottland (Liga, Cup) – Koeffizient: 35.550 – CL: 2, EL: 1, CO: 2
- 15.  (21)  Polen (Liga, Cup) – Koeffizient: 35.000 – CL: 2, EL: 1, CO: 2

Stand: Ende der Europacupsaison 2024/25

### Geschichte
- Wilhelm Schmieger: Der Fußball in Österreich, Burgverlag, Wien 1925.
- Leo Schidrowitz: Geschichte des Fußballsportes in Österreich, Verlag Rudolf Traunau, Wien 1951.
- Karl Langisch: Geschichte des Fußballsports in Österreich. Wilhelm Limpert-Verlag, Wien 1964.
- Karl Kastler: Fußballsport in Österreich, Von den Anfängen bis in die Gegenwart. Trauner, Linz 1972.
- Karl Heinz Schwind: Geschichten aus einem Fußball-Jahrhundert. Ueberreuter, Wien 1994, ISBN 3-8000-3512-X.
- Josef Huber: Tagebuch des Jahrhunderts. Fußball-Österreich von 1901 bis 2000. Verlag Wolfgang Drabesch, Wien 2000, ISBN 3-9501089-0-4.

### Statistiken
- Anton Egger, Kurt Kaiser: Österreichs Fußball-Bundesliga von A–Z, Chronik ab 1974. Verlag Anton Egger, Fohnsdorf 1995, ISBN 3-9500332-1-1.
- Anton Egger: Österreichs Fußball-Meisterschaft, Chronik 1945–1974. Verlag Anton Egger, Fohnsdorf 1998, ISBN 3-9500332-2-X.